# Invasiones bárbaras del siglo III
Las invasiones bárbaras del siglo III (212/213-305) son una serie de incursiones dentro de los confines del Imperio Romano, llevadas a cabo para saquear o robar por bandas armadas de comunidades que habitaban a lo largo del limes septentrional: pictos, caledonios y sajones, en Britania; frisones, francos, alamanes, burgundios, marcomanos, cuados, lugios, vándalos, jutungos, gépidos, godos (tervingios en Occidente y greutungos en Oriente) las tribus tracias de carpos y sármatas de yázigas, roxolanos y alanos, así como de bastarnos, escitas, boranos y hérulos, a lo largo de los ríos Rin y Danubio y a orillas del mar Negro.
Desde tiempos de Marco Aurelio, durante las guerras marcomanas (165-189), las tribus germánico-sármatas no habían ejercido una presión tan fuerte en los confines septentrionales del Imperio.
El creciente peligro para el Imperio se debía principalmente a un cambio con respecto a siglos anteriores en la estructura tribal de su sociedad: la población, en constante crecimiento y empujada por los pueblos orientales, necesitaba nuevos territorios para expandirse: de lo contrario las tribus más débiles desaparecerían. Por ello se vio la necesidad de unirse en federaciones étnicas de grandes dimensiones, como las de los alamanes, francos y godos. La idea era agredir con mayor eficiencia al vecino Imperio o defenderse de la irrupción de otras poblaciones bárbaras fronterizas. Para otros estudiosos, además de la presión de las poblaciones externas, hay que contar con el contacto y la comparación con la civilización imperial romana (sus riquezas, lengua, armas, organización) como motivo para que los pueblos germánicos quisieran restructurarse y organizarse en sistemas sociales más robustos y permanentes, capaces de defenderse mejor o de atacar seriamente al Imperio.
Por su parte, Roma, ya desde el siglo I d. C. buscaba impedir la penetración de los bárbaros atrincherándose detrás del limes, es decir, de la línea continua de fortificaciones que se extendía entre el Rin y el Danubio, construida precisamente para contener la presión de los pueblos germánicos.
La ruptura por parte de las poblaciones bárbaras que se encontraban a lo largo del limes fue facilitada también por un período de grave inestabilidad interna que aquejó al Imperio romano durante el siglo III. De hecho, en Roma había un continuo alternarse de emperadores y usurpadores (la anarquía militar). Las guerras intestinas no solo consumían inútilmente importantes recursos durante las reyertas entre los distintos contendientes, sino —más grave todavía— terminaban por desguarnecer precisamente las fronteras sometidas a la agresión de los bárbaros.
Como si esto no fuese suficiente, a lo largo del frente oriental de Mesopotamia y Armenia a partir de 224 la débil dinastía persa de los partos había sido sustituida por la de los sasánidas, que frecuentemente comprometió severamente al Imperio romano, obligado a sufrir ataques que a menudo se unían a las invasiones, menos implicantes pero de todos modos peligrosas, llevadas a cabo a lo largo del frente africano por tribus bereberes, bacuatos, quincuagentanos, nobates y blemios.
Gracias a la sucesiva división, interna y provisoria, del estado romano en tres partes (en Occidente el Imperio galo, en el centro el Imperio romano propiamente dicho y el Oriente el Imperio de Palmira) el Imperio logró salvarse de una caída definitiva. Pero solo tras la muerte de Galieno (268), un grupo de emperadores-soldados de origen ilirio (Claudio II, Aureliano y Probo) logró reunificar el Imperio en un solo bloque, aun cuando las guerras civiles que se habían subseguido por casi 50 años y las invasiones bárbaras habían obligado a los romanos a renunciar tanto a los Agri decumates (dejados en manos de los alamanes alrededor de 260), como a la provincia de la Dacia (256-271), sometida a las incursiones de la población autóctona de los carpos, godos tervingios y de los sármatas yázigas.
Las invasiones del siglo III, según la tradición, comenzaron con la primera incursión conducida por la confederación germánica de los alamanes en 212.

## Contexto histórico
Después de unos treinta años de relativa calma a lo largo de las fronteras reno-danubianas, en 212 estalló una nueva crisis a lo largo del limes germano-réticas, provocada por la primera invasión de la confederación de los alamanes.

### El mundo germánico entre elsigloIIy elsigloIII
En la Europa centro-oriental, el mundo bárbaro sufría fuertes agitaciones tanto internas como provenientes de los movimientos migratorios de otras poblaciones que intentaban modificar los equilibrios con el Imperio romano. Estos pueblos, que buscaban nuevos territorios donde establecerse por el creciente aumento demográfico de la población en la Germania Magna, se sentían atraídos también por las riquezas y por la cómoda vida del mundo romano.
Cincuenta años antes, en los confines de la zona germánica, a lo largo de la frontera danubiana y carpática se habían producido movimientos y mezclas de pueblos, con la llegada de un fenómeno nuevo entre los germanos, que representaba una superación de la dimensión tribal: pueblos enteros (como los marcomanos, cuados y naristas (o variscos), vándalos, cotinos, yázigas, burios, etc.) se habían reagrupado en coaliciones de naturaleza más bien militar, ejerciendo así más presión en el vecino limes romano.
Bajo Caracalla el fenómeno de agregación se había desarrollado todavía más, llegando a constituir en el área de los Agri decumates algunas verdaderas confederaciones étnicas de tribus: los alamanes, que añadieron a los catos, naristas, hermunduros y parte de los semnones y se afincaron en el Alto Rin, desde Mogontiacum hasta el Danubio, cerca de Castra Regina; los francos, en el Bajo Rin, desde la boca del río hasta Bonna. y los sajones, compuesto por pueblos marineros entre las desembocaduras de los ríos Weser y Elba  onichan
Contemporáneamente creció también el empuje de los germanos orientales, llegados desde Escandinavia, como los godos (en sus varias ramas de ostrogodos, visigodos y hérulos) que provenían del Vístula: desde hacía ya cincuenta años estaban en lento traslado hacia el sudeste, y habían llegado a las cercanías de las costas septentrionales del mar Negro. En esa región entraron en conflicto con las poblaciones sármatas de roxolanos y alanos. Siempre de la región de la Silesia-Vístula provenían también otras dos grandes poblaciones: los vándalos, que ya habían tenido encuentros con el ejército romano de la Panonia y de la Dacia porolissensis en tiempos de las guerras marcomanas bajo Marco Aurelio, y los burgundios, que se dirigían al Oeste hacia los ríos Elba y Meno.

### Preludio de las invasiones delsigloIII: las guerras marcomanas (166-189)

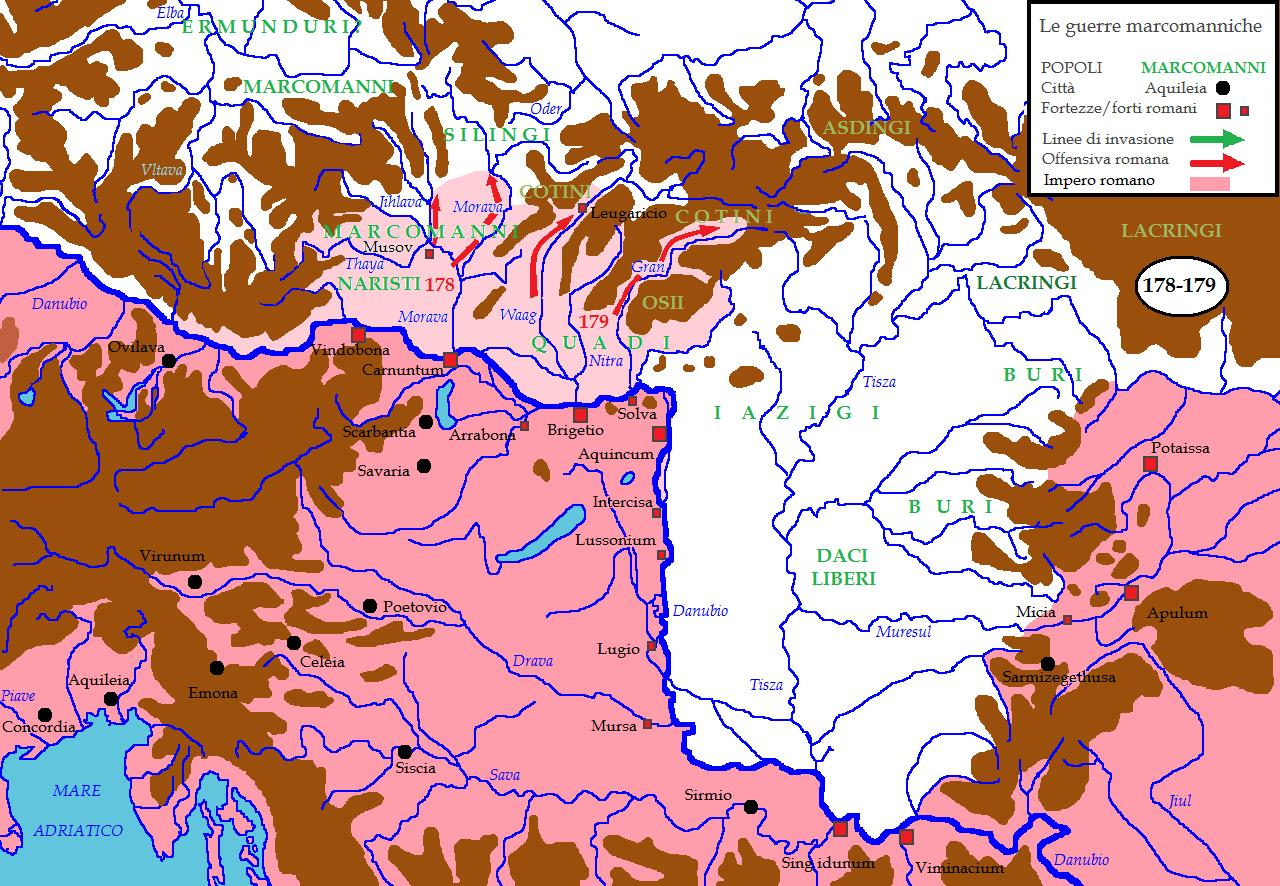
La culminación de las guerras marcomanas en los años 178-179.

En 166/167, se produjo el primer enfrentamiento a lo largo de las fronteras de Panonia entre algunas bandas de asaltantes longobardos y osios que, gracias a la rápida intervención de las tropas fronterizas, fueron rápidamente repelidas. La paz estipulada con las poblaciones germánicas vecinas al norte del Danubio fue gestionada directamente por los propios emperadores, Marco Aurelio y Lucio Vero, quienes ahora desconfiaban de los agresores bárbaros y habían viajado por este motivo a la lejana Carnuntum (en 168). La muerte prematura de su hermano Lucio (en 169, no lejos deAquilea), y el incumplimiento de los acuerdos por parte de los bárbaros (muchos de los cuales habían sido "clientes" desde la época de Tiberio), trajo una masa nunca antes vista derramarse devastadoramente hacia el norte de Italia justo debajo de los muros de Aquilea, el corazón de Venetia. La impresión que causó fue enorme: desde la época de Mario, una población bárbara no había sitiado los centros del norte de Italia.
Se dice que Marco Aurelio libró una larga y agotadora guerra contra las poblaciones bárbaras, primero rechazándolas y "limpiando" los territorios de la Galia Cisalpina, Noricum y Recia (170-171), luego contraatacando con una ofensiva masiva en territorio germánico, que requirió varios años de enfrentamientos, hasta 175. Estos acontecimientos obligaron al propio emperador a residir durante muchos años a lo largo del frente de Panonia, sin regresar jamás a Roma. La tregua aparentemente firmada con estas poblaciones, en particular con los marcomanos, los cuados y los yázigas, duró sólo un par de años. A finales de 178 el emperador Marco Aurelio se vio obligado a regresar al castrum de Brigetio desde donde, en la primavera siguiente de 179, se llevó a cabo la última campaña. La muerte del emperador romano en 180 pronto puso fin a los planes expansionistas romanos y supuso el abandono de los territorios ocupados de Marcomannia y la estipulación de nuevos tratados con las poblaciones "clientes" del noreste del Danubio medio.

## Fuerzas sobre el terreno a lo largo del frente europeo del Rin y el Danubio
Hubo numerosas fuerzas legionarias y auxiliares desplegadas en este período por el Imperio romano. Las cifras son difíciles de estimar, ya que a lo largo del siglo algunas unidades fueron destruidas y reemplazadas por otras nuevas; además, cuando asumió el poder el nuevo sistema tetrárquico de Diocleciano, la propia organización estratégica general cambió. 

### Romanos
En el siglo III, el Imperio romano desplegó numerosas legiones contra las invasiones bárbaras: I Adiutrix, I Illyricorum (reclutada bajo Aureliano), I Italica, I Maximiana (bajo Maximiano), I Minervia, I Pontica (bajo Diocleciano), II Adiutrix, II Italica, legio II Parthica, III Italica , IIII Flavia, IIII Italica (bajo Alejandro Severo), V Macedonica, VII Claudia, VIII Augusta, X Gemina, XI Claudia Pia Fidelis, XIII Gemina, Legio XIIII Gemina Martia Victrix, XV Apollinaris, XX Valeria Victrix, XXII Primigenia y XXX Ulpia Victrix. Las fuerzas totales desplegadas por el Imperio romano pueden haber superado los 200/250.000 hombres armados desde principios hasta finales del siglo III; de ellos, la mitad estaban formadas por legionarios, el resto por el mismo número de auxiliares.
Se sabe que a la muerte de Caracalla, de las 33 legiones desplegadas a lo largo de todo el sistema de fortificaciones imperiales, 16 estaban en los limes renanos y danubianos (lo que equivale al 48,5% del total), así como otras 2 en la retaguardia como "reserva estratégica" (en Hispania e Italia), como se destaca a continuación en la tabla resumen sobre su ubicación (en 217). Poco menos de un siglo después, durante el período de la Tetrarquía de Diocleciano, el número de legiones colocadas a lo largo del frente norte (Rin y Danubio) se incrementó a 24, además de las 3 posicionadas para proteger los Alpes (legio I Iulia Alpina, legio II Iulia Alpina y legio III Iulia Alpina), de un total de 56 (el 48,2%), como evidencia la tabla que sigue.
| N.º fortaleza legionaria bajo Caracalla | provincia romana  | unidad legionaria                                                 | localidad antigua        | localidad moderna     | N.º fortaleza legionaria bajo la Tetrarquía | provincia romana  |
| 1                                       | Germania Inferior | Legio XXX Ulpia Victrix                                           | Vetera                   | Xanten                | 1                                           | Germania Secunda  |
| 2                                       | Germania Inferior | Legio I Minervia                                                  | Bonna                    | Bonn                  | 2                                           | Germania Secunda  |
| 3                                       | Germania superior | Legio XXII Primigenia                                             | Mogontiacum              | Maguncia              | 3                                           | Germania Prima    |
| —                                       | —                 | Legio VI Gallicana                                                | Mogontiacum              | Maguncia              | 4                                           | Germania Prima    |
| 4                                       | Germania superior | Legio VIII Augusta                                                | Argentoratae             | Estrasburgo           | 5                                           | Germania Prima    |
| —                                       | —                 | Legio I Martia (?)                                                | Castrum Rauracense (?)   | Kaiseraugst           | 6                                           | Maxima Sequanorum |
| 5                                       | Recia             | Legio III Italica                                                 | Castra Regina            | Ratisbona             | 7                                           | Recia             |
| —                                       | —                 | Legio III Herculea                                                | Caelius Mons             | Kellmünz an der Iller | 8                                           | Recia             |
| 6                                       | Nórico            | Legio II Italica                                                  | Lauriacum                | Enns                  | 9                                           | Nórico Ripense    |
| —                                       | —                 | Legio I Noricorum                                                 | Ad Iuvense               | Ybbs?                 | 10                                          | Nórico Ripense    |
| 7                                       | Panonia Superior  | Legio X Gemina                                                    | Vindobona                | Viena                 | 11                                          | Panonia Prima     |
| 8                                       | Panonia Superior  | Legio XIV Gemina                                                  | Carnuntum                | Altenburg-Petronell   | 12                                          | Panonia Prima     |
| 9                                       | Panonia Inferior  | Legio I Adiutrix                                                  | Brigetio                 | Komárom               | 13                                          | Panonia Valeria   |
| 10                                      | Panonia Inferior  | Legio II Adiutrix                                                 | Aquincum                 | Budapest              | 14                                          | Panonia Valeria   |
| —                                       | —                 | Legio VI Herculea                                                 | Ad Militare              | Batina                | 15                                          | Panonia Secunda   |
| —                                       | —                 | Legio V Iovia                                                     | Bononia                  | Banoštor              | 16                                          | Panonia Secunda   |
| 11                                      | Mesia Superior    | Legio IV Flavia Felix                                             | Singidunum               | Belgrado              | 17                                          | Mesia Prima       |
| 12                                      | Mesia Superior    | Legio VII Claudia                                                 | Viminacium               | Kostolac              | 18                                          | Mesia Prima       |
| 13                                      | Tre Dacie         | Legio XIII Gemina                                                 | Apulum                   | Alba Iulia            | —                                           | —                 |
| 14                                      | Tre Dacie         | Legio V Macedonica                                                | Potaissa                 | Turda                 | —                                           | —                 |
| —                                       | —                 | Legio XIII Gemina                                                 | Ratiaria                 | Archar                | 19                                          | Dacia Ripensis    |
| —                                       | —                 | Legio V Macedonica                                                | Oescus                   | Pleven                | 20                                          | Dacia Ripensis    |
| 15                                      | Mesia Inferior    | Legio I Italica                                                   | Novae                    | Svištov               | 21                                          | Mesia Secunda     |
| 16                                      | Mesia Inferior    | Legio XI Claudia                                                  | Durostorum               | Silistra              | 22                                          | Mesia Secunda     |
| —                                       | —                 | Legio II Herculia                                                 | Troesmis                 | Iglita                | 23                                          | Escitia Menor     |
| —                                       | —                 | Legio I Iovia                                                     | Noviodunum               | Isaccea               | 24                                          | Escitia Menor     |
| Reserva estratégica                     | Italia            | Legio II Parthica                                                 | Castra Albana            | Albano Laziale        | —                                           | —                 |
| Reserva estratégica                     | Hispania          | Legio VII Gemina                                                  | Legio                    | León                  | Reserva estratégica                         | Gallaecia         |
| —                                       | —                 | legio I Iulia Alpina legio II Iulia Alpina legio III Iulia Alpina | Claustra Alpium Iuliarum | pasos alpinos         | 25 26 27                                    | Italia            |

### Bárbaros
En cuanto a las enormes fuerzas que los bárbaros pudieron desplegar durante las invasiones de este tercer siglo, se puedens resumir brevemente a continuación lo siguiente: 
| Fecha   | N.º total personas armadas           | Pueblos involucrados                                                              | Naves de guerra  | Donde                              | Ref.               |
| ------- | ------------------------------------ | --------------------------------------------------------------------------------- | ---------------- | ---------------------------------- | ------------------ |
| 248     | + 60 000                             | Godos, taifalos, asdingos y carpos                                                |                  | Mesia y Tracia                     | [ Jo. 1 ]          |
| 249     | + 70 000                             | Godos y carpos                                                                    |                  | Dacia, Mesia y Tracia              | [ Jo. 2 ]          |
| 267-268 | 320 000                              | Peucini, greutungos, ostrogodos, tervingios, visigodos, gépidos, celtas y hérulos | 2000/6.000 naves | Mesia, Tracia, Grecia y Asia Menor | [ HA 3 ] [ 9 ]     |
| 269     | + 50 000                             | Godos                                                                             |                  | Mesia, Tracia y Macedonia          | [ Gr. 1 ]          |
| 277-278 | + 400 000 bárbaros muertos           | Francos, lugi, burgundios y vándalos                                              |                  | Galia y Recia                      | [ HA 4 ]           |
| 281     | 100 000 personas asentadas{          | Bastarnos                                                                         |                  | Tracia                             | [ HA 5 ] [ Zó. 1 ] |
| 283     | 16000\|muertos]} y 20 000 capturados | Sármatas                                                                          |                  | Panonia                            | [ HA 6 ]           |
| 298     | 60 000                               | Alamanes                                                                          |                  | limes renano                       | [ Eu. 1 ]          |

## Las invasiones

### Frente septentrional: desde el Rin al Danubio, hasta el mar Negro

#### Primera fase: los ataques durante la dinastía Severa (212-235)
212Después de unos cuarenta años, los catos germánicos volvieron a abrirse paso en el [[limes|limes romano]. Por primera vez se mencionó a los alamanes, en el Wetterau.
213Caracalla, que llegó en la primavera de ese año a lo largo del limes germánico-rético, dirigió una campaña contra los germanos, derrotando primero a los catti a lo largo del río Meno, luego a los alamanes en el área que va desde la provincia de Recia hasta la meseta de Suabia. Tras estas victorias, el joven emperador asumió el apelativo de Germanicus maximus (6 de octubre; reformulado en «Alemannicus» por la historiografía posterior). Sin embargo, parece haber comprado la paz con los bárbaros, como sugiere Dion Casio.
A este período también se pueden atribuir algunas inscripciones de un intérprete dacio, encontradas en Brigetio, que parecen ser el resultado de posibles expediciones punitivas contra los dacios libres del Banato, comprendido entre la Panonia Inferior al oeste y la Dacia al este. Y en el mismo año también deben atribuirse otras dos incursiones en Dacia y Pannonia Inferior, a lo largo del tramo del Danubio alrededor de Aquincum, llevadas a cabo por carpos y vándalos.
214En la primavera de ese año, Caracalla partió hacia el frente del Danubio (después de una enfermedad que lo había inmovilizado durante todo el invierno), con destino a Panonia donde, a principios de año o quizás ya a finales del anterior, se habían producido nuevas incursiones entre Brigetio y Aquincum por parte de los cuados y los sármatas yázigas. El emperador, tras estos acontecimientos y en un intento de mantener inalterada la situación clientelar a lo largo del Danubio, por un lado logró protegerse de los marcomanos, oponiéndolos a los vándalos cercanos que se mostraban especialmente hostiles en la época, pero por otra parte se vio obligado a ejecutar al rey de los cuados, Gabiomaro, debido a la resistencia que había creado este pueblo, aliado de los romanos desde tiempos de Marco Aurelio pero que recientemente se había rebelado al poder romano, invadiendo a principios de año las dos Panonias. Caracalla finalmente logró derrotar a los yacigios, probablemente aliados de los cuados y vándalos, asumiendo el apelativo de «Sarmaticus», como se cuenta en la biografía del hermano Geta Erodiano narra además que Caracalla al final de estas guerras:

Caracalla derrotó a los alemanes al norte del Limes y obtuvo de ellos legalidad y amistad, tanto es así que vistió como ellos a sus tropas auxiliares y creó su propia guardia personal con hombres escogidos de gran fuerza y buena apariencia.[...] También solía utilizar una peluca rubia elaboradamente diseñada para aparecer con un peinado de tipo germánico. Los bárbaros se alegraron de esto y lo adoraban.
Caracalla vinse i Germani a nord del Limes ed ottenne da loro legalità ed amicizia, tanto da vestire le sue truppe ausiliarie come loro e da creare con questi una sua guardia del corpo personale con uomini scelti di grande forza e di bell'aspetto.[...] Egli usava inoltre utilizzare una parrucca bionda elaborata in modo da apparire con acconciatura di tipo germanico. I barbari da ciò ne erano compiaciuti e lo adoravano.
 Erodiano, Storia dell'Impero dopo Marco Aurelio, IV, 7.3-4.

Después de estos acontecimientos, la Baja Panonia se amplió: ahora también incluía la fortaleza legionaria de Brigetio, de modo que cada una de las dos Panonias podía tener dos legiones, mientras que los centros civiles de Carnuntum (Colonia Septimia Aurelia Antoniana) y de la misma Brigetio fueron elevadas a colonie.
215Caracalla, habiendo llegado a Dacia, después de haber inspeccionado todo el limes panónico, logró repeler la primera invasión de los godos y carpos, asumiendo el apelativo por estas victoria "Goticus".
219-220Parece que el emperador Heliogábalo estaba preparando una expedición militar contra los marcomanos, ya que un oráculo le había dicho que esta guerra sería puesta fin por un miembro de su dinastía: esta noticia parece sugerir la presencia de nuevas infiltraciones bárbaras a lo largo del fronteras de la Panonia Superior y una posterior contraofensiva romana. Heliogábalo parece haber sido el último miembro de la dinastía Severa capaz de mantener fortificaciones más allá del Danubio, como Celemantia.
225la acuñación de Alejandro Severo celebra una «Victoria Augusta», muy probablemente sobre los germanos o sármatas del limes danubiano.
227/228Bajo el reinado de Alejandro Severo, los yacigios lideraron una nueva incursión a lo largo del limes de la baja Panonia, como también se desprende de las monedas de la época.
230La guarnición romana del Reino cimerio del Bósforo (compuesta por vexillationes de la I Italica), en la actual Crimea, fue masacrada por los borani, mientras que los godos, que habían llegado a la costa del mar Negro, lograron ocupar la ciudad de Olbia (cerca de la moderna Odessa), probablemente en manos romanas desde tiempos de Nerón, que era defendida por el gobernador de la provincia de Mesia inferior.
231-232los limes panonicos inferiores sufrieron nuevos ataques por parte de los yacigios. La intervención del futuro emperador Marco Clodio Pupieno Massimo fue decisiva para repeler esta nueva incursión.
233el limes del Nórico, entre Wachau y Wienerwald en la zona de Tullnerfeld, y los germánico-retico, fueron fuertemente atacados por los alamanes. La defensa de este tramo del limes pudo haber sido encomendada al futuro emperador Pupieno, quien una vez más logró éxitos contra los bárbaros. Es destacable la evidencia arqueológica de la destrucción reportada en estas provincias durante las incursiones, desde Castra Regina a Pfünz hasta Augusta Treverorum (hoy Tréveris).
234-235Alejandro Severo, que partió de Roma hacia el frente septentrional después de haber alistado numerosas nuevas tropas auxiliares (entre ellas armenios, osroenios e incluso partos,) logró repeler las incursiones de los alamanes, que habían atravesado el frente de los Agri Decumates. El emperador, sin embargo, cometió el error de querer concluir un tratado de paz con los alemanes, ofreciéndoles grandes sumas de dinero: esa actitud fue mal recibida por su ejército que, bajo la dirección del general Maximino el Tracio, se rebeló y masacró a Alessandro y la madre. Poco después las legiones proclamaron al nuevo emperador romano, al propio Maximino.

#### Segunda fase: anarquía militar y repetidos avances del limes septentrional (235-253)
La presión de los bárbaros a lo largo de la frontera septentrional y la de los sasánidas en Oriente no sólo se había intensificado, sino que había extendido la sensación de que el imperio estaba totalmente rodeado de enemigos. Las herramientas de la diplomacia tradicional, utilizadas desde la época de Augusto y basadas en la amenaza del uso de la fuerza y en el fomento de desacuerdos internos dentro de las diversas tribus hostiles para mantenerlas enfrentadas entre sí, ahora estaban demostrando ser ineficaces. Era necesario recurrir inmediatamente a la fuerza, desplegando ejércitos tácticamente superiores y capaces de interceptar lo más rápidamente posible todas las rutas posibles de invasión de los bárbaros; Sin embargo, la estrategia se vio dificultada por tener que proteger inmensas extensiones de la frontera con contingentes militares en su mayoría limitados. Muchos de los emperadores que fueron proclamados progresivamente por las legiones a lo largo de veinticinco años ni siquiera pudieron poner un pie en Roma y mucho menos, durante sus brevísimos reinados, emprender reformas internas, ya que estaban permanentemente ocupados en defender el trono imperial de otros pretendientes al territorio de enemigos externos.
235-236Maximino el Tracio, que creía que la guerra "antigermanica" era una prioridad del Imperio, continuó luchando contra los alamanes, logrando no sólo repeler sus incursiones a lo largo del limes germánico-rético, sino también penetrar profundamente en Germania durante aproximadamente 300-400 millas romanas (450-600 kilómetros) y vencer a los ejércitos alamanes en su terreno, en la región de Württemberg y Baden.; al final de las operaciones militares de Maximino, se reconstruyeron numerosos fuertes auxiliares como el de  Echzell, Butzbach, Kapersburg, Saalburg y Kleiner Feldberg  Las campañas de excavación arqueológica, realizadas de 2008 a 2011, revelaron huellas de un enfrentamiento militar entre el ejército romano (compuesto también por la legio IV Flavia Felix) y los germanos cerca del Harzhorn, en la zona boscosa cerca de Kalefeld (en Baja Sajonia), datable en 235.

[Maximino] pasó a Alemania con todo el ejército y las tropas de moros, osroenos y partos, así como todas las demás que Alejandro había traído consigo para la campaña militar. Y la razón principal por la que trajo consigo a las tropas auxiliares del este fue que nadie era más valioso en la lucha contra los germanos que los arqueros ligeramente armados. Alejandro también tenía un aparato de guerra admirable, al que se dice que Maximino añadió muchos dispositivos nuevos. Habiendo entrado en la Alemania Trans-Rin a través de trescientas o cuatrocientas millas de territorio bárbaro, quemó aldeas, asaltó ganado, saqueó, mató a muchos de los bárbaros, generó un botín considerable para sus soldados, tomó numerosos prisioneros y, si los alemanes no se hubieran retirado a los pantanos y los bosques, habrían sometido a toda Alemania a Roma.
[Massimino] passò in Germania con tutto l'esercito e le truppe di Mauri, Osroeni e Parti, nonché tutte le altre che Alessandro aveva condotto con sé per la campagna militare. Ed il motivo principale per cui portava con sé le truppe ausiliarie orientali era che nessuno valeva di più nel combattimento contro i Germani degli arcieri armati alla leggera. Alessandro aveva inoltre un apparato bellico mirabile, a cui si dice Massimino aggiunse molti nuovi accorgimenti. Entrato nella Germania transrenana per trecento o quattrocento miglia del territorio barbarico, incendiò villaggi, razziò bestiame, saccheggiò, uccise molti dei barbari, generò notevole bottino ai suoi soldati, prese numerosi prigionieri, e se i Germani non si fossero ritirati nelle paludi e nelle selve, avrebbe sottomesso a Roma tutta la Germania.
Historia Augusta - I due Massimini, 11.7-9 e 12.1.

A esta campaña pertenecen algunos restos arqueológicos, que atestiguan la devastación llevada a cabo también a lo largo del limes del Nórico Por estos motivos recibió del Senado el apelativo de «Germanicus maximus»,  mientras que en las monedas aparece la inscripción «Victoria germanica».
236-237Maximino el Tracio, una vez pacificado el sector germano-rético, dirigió nuevas campañas contra los sármatas yacigios de la llanura de Tisza, que habían intentado cruzar el Danubio después de unos cincuenta años de paz en sus fronteras. Tenía un sueño: el de emular al gran Marco Aurelio y conquistar la libre Germania Magna. Su cuartel general estaba ubicado en Sirmio, en el centro del frente panónico inferior y dacico. De hecho, la Historia Augusta informa esto :

Habiendo completado las campañas en Germania [contra los alamanes], Maximino fue a Sirmio, para preparar una expedición contra los sármatas, y planeaba someter a Roma las regiones del norte hasta el Océano.
Portate a termine le campagne in Germania [contro gli Alemanni], Massimino si recò a Sirmio, per preparare una spedizione contro i Sarmati, e programmando di sottomettere a Roma le regioni settentrionali fino all'Oceano.
Historia Augusta - I due Massimini, 13.3.

Al final de estas operaciones, Maximino recibió el apelativo primero de «Dacicus maximus»y luego de «Sarmaticus maximus».
Durante el año 236, fue repelida una incursión de carpos y godos, que culminó con una batalla victoriosa de los ejércitos romanos frente a Histropolis. Esto podría significar que, hacia esta fecha, los godos ya habían ocupado la zona de Dacia libre al norte de los Cárpatos, hasta la desembocadura del Danubio y las costas del mar Negro, incluidas las ciudades de Olbia y Tyras.
238Una nueva incursión de los godos que habían cruzado el curso inferior del Danubio parece haber sido enfrentada por el emperador Decimo Celio Calvino Balbino. Esta incursión vio a los bárbaros saquear y exterminar a la población de Histropolis, mientras que la tribu de estirpe dacica de los carpos, cruzó el Danubio río arriba, todavía a lo largo de las fronteras de la Mesia inferior. El gobernador provincial, un tal Tulio Menófilo, logró negociar con los godos ofreciéndoles un subsidio a cambio de la devolución de los prisioneros previamente capturados, mientras lograba repeler a los carpos, después de haber reunido un consistente ejército.
242-243Bajo el joven Gordiano III, el prefecto del pretorio Timesteo logró derrotar a una coalición de carpos, godos y sármatas a lo largo de las fronteras de la Mesia inferior. La Historia Augusta narra de hecho:

Gordiano partió a la guerra contra los persas sasánidas con un gran ejército y tal cantidad de oro que podía derrotar fácilmente al enemigo con los legionarios o con los auxiliares. Marchó a través de Mesia y, en el curso de su avance, destruyó, puso en fuga y ahuyentó a todos los enemigos que estaban en Tracia.
Gordiano partì per la guerra contro i persiani Sasanidi con un grande esercito e una tale quantità di oro da poter sconfiggere facilmente il nemico o con i legionari o con gli ausiliari. Marciò attraverso la Mesia e, nel corso dell'avanzata, distrusse, mise in fuga, cacciò lontano tutti i nemici che si trovavano nella Tracia.
Historia Augusta - Gordiano III, 26.3-4.

Y siempre en estos años, durante las campañas orientales de Gordiano III, es posible que se hayan producido nuevos avances en el limes germánico-retico por parte de los alamanes, como se desprende de algunos hallazgos arqueológicos cerca del fuerte de Künzing.
245-247Los carpos de la Dacia libre reanudaron sus incursiones más allá del Danubio, en el territorio de la Mesia Inferior, donde ni un tal Severiano, ni el gobernador provincial pudieron detener a los invasores. Al final del primer año de la guerra, tuvo que intervenir el propio emperador Felipe el Árabe,y en 246 logró un gran éxito contra el pueblo germánico de los cuados a lo largo del frente panónico, gracias a lo cual recibió el apelativo de «Germanicus maximus». En 247 se reanudó la ofensiva romana a lo largo del frente del Bajo Danubio contra los carpos, hasta el punto de que recibió nuevos honores y el apelativo de «Carpicus maximus». 
Precisamente a este período pertenece el establecimiento de un mando militar general y centralizado para toda la frontera del Danubio medio y bajo, que por tanto debería haber incluido las provincias de la Panonia Inferior, Mesia Superior e Inferior, además de las Tres Dacias, en Sirmio. Fue colocado al frente de este distrito militar Tiberio Claudio Marino Pacaziano.
248Una nueva incursión de los godos, a quienes se les había negado la contribución anual prometida por Gordiano III y sus asociados carpos, trajo una vez más la devastación a la provincia de Mesia Inferior..

Bajo el imperio de aquel Felipe [...] los godos, descontentos de que ya no se les pagaba tributo, se transformaron en enemigos de amigos que eran. De hecho, aunque vivían bajo sus reyes en una región remota, eran foederati del Imperio y recibían una contribución anual. [...] Ostrogota cruza el Danubio con sus hombres y comienza a devastar Mesia y Tracia, mientras Felipe envía al senador Decio contra él. Éste, al no tener éxito, despidió a sus soldados, enviándolos de regreso a sus casas y regresando junto a Felipe [...]. Ostrogota, rey de los godos, [poco después y nuevamente] marchó contra los romanos al frente de treinta mil hombres armados a los que también se sumaron los guerreros taifalos, asdingos y tres mil carpos, este último pueblo muy belicoso y a menudo desastroso para los romanos.
Sotto l'impero di quel Filippo [...] i Goti malcontenti che non si pagasse più loro il tributo, si trasformarono in nemici da amici che erano. Infatti pur vivendo sotto i loro re in una regione remota, erano federati dell'Impero e ricevevano un contributo annuo. [...] Ostrogota passa il Danubio con i suoi cominciando a devastare la Mesia e la Tracia, mentre Filippo gli mandava contro il senatore Decio. Quest'ultimo non riportando alcun successo, congedò i suoi soldati rimandandoli alle loro case e ritornandosene da Filippo [...]. Ostrogota, re dei Goti, [poco dopo e nuovamente] marciò contro i Romani alla testa di trentamila armati a cui si aggiunsero anche guerrieri taifali, asdingi e tremila Carpi, quest'ultimo popolo assai bellicoso e spesso funesto per i Romani.
Jordanes, De origine actibusque Getarum, XVI, 1-3.

Por lo tanto, la invasión fue finalmente detenida por el general de Felipe el Árabe, Decio Trajano, futuro emperador, en la ciudad de Marcianópolis, que había permanecido sitiada durante mucho tiempo. La rendición también fue posible gracias a una técnica aún rudimentaria por parte de los germanos en términos de máquinas de asedio y probablemente, como sugiere Jordanes, «de la suma que les pagaron los habitantes».
249Decio, proclamado emperador por los ejércitos panónico-mesianos, se dirigió a Italia llevándose consigo buena parte de las tropas fronterizas, y cerca de Verona logró derrotar al ejército de Felipe el Árabe, que murió junto a su hijo. Pero haber despojado las defensas de la zona de los Balcanes permitió, una vez más, que los godos y los carpos invadieran las provincias de Dacia, Mesia Inferior y Tracia. De hecho, parece que los godos, una vez cruzado el Danubio helado, se dividieron en dos columnas de marcha. La primera horda avanzó hacia Tracia hasta Filipópolis (la actual Plovdiv), donde asediaron al gobernador Tito Julio Prisco; la segunda, más numerosa (se habla de hasta setenta mil hombres) y comandada por Cniva, se internó en Mesia Inferior, hasta las murallas de Novae.
250Decio se vio obligado a regresar a la frontera del bajo Danubio, para afrontar la invasión llevada a cabo el año anterior por los godos de Cniva. Se trataba de una horda de un tamaño nunca antes vista, coordinada también con los carpos que atacaron la provincia de Dacia. Cniva, repelido por Treboniano Gallo carca de Novae, dirigió sus ejércitos bajo las murallas de Nicópolis. Mientras tanto, Decio, siendo consciente de la difícil situación en la que se encontraba todo el frente balcánico-danubio, decidió apresurarse personalmente: en primer lugar derrotó y repelió a los carpos de la provincia de Dacia, hasta el punto de que el emperador recibió los nombres de «Dacicus maximus», y de «Restitutor Daciarum» ('restaurador de la Dacia').
El emperador estaba ahora decidido a bloquear el camino de regreso de los godos a Tracia y aniquilarlos para evitar que se reunieran y lanzaran nuevos ataques en el futuro, como narra Zósimo. Habiendo dejado a Treboniano Gallus en Novae, en el Danubio, logró sorprender y vencer a Cniva mientras aún asediaba la ciudad mesica de Nicópolis. Sin embargo, las hordas bárbaras lograron escapar y, tras atravesar toda la península balcánica, atacaron la ciudad de Filipópolis. Decio, decidido a perseguirlos, sufrió una aplastante derrota en Beroe Augusta Traiana (ahora Stara Zagora).

Decio, con el objetivo de ayudar a la ciudad de Beroea [...], estaba aquí descansando sus tropas y caballos cuando Cniva lo atacó repentinamente y, después de infligir graves pérdidas al ejército romano, obligó al emperador a retroceder a Mesia y a los pocos supervivientes de Tracia, al otro lado de las montañas. En Mesia, Galo, comandante de ese sector de la frontera, tenía numerosas fuerzas a su disposición. Decio, reuniéndolos con aquellos de sus hombres que habían sobrevivido al enemigo, se preparó para continuar la campaña militar.
Decio, con lo scopo di soccorrere la città di Beroea [...], qui vi faceva riposare le truppe ed i cavalli quando Cniva lo assalì improvvisamente e, dopo aver inflitto all'esercito romano gravi perdite, ricacciò in Mesia l'imperatore ed i pochi superstiti della Tracia, attraverso le montagne. In Mesia Gallo, comandante di quel settore di frontiera, disponeva di numerose forze. Decio riunendole a quanti dei suoi erano sopravvissuti al nemico, si dispose a continuare la campagna militare.
Jordanes, De origine actibusque Getarum, XVIII, 2.

La derrota infligida a Decio fue tan grave que impidió al emperador no sólo continuar la campaña, sino sobre todo salvar Filipópolis, que, habiendo caído en manos de los godos, fue saqueada e incendiada. Nadie volvió a saber nada más sobre el gobernador de Tracia, Tito Giulio Prisco, que había intentado proclamarse emperador.
251A principios de año, la acuñación de moneda imperial celebró una nueva "victoria germánica", tras la cual Herenio Etrusco fue proclamado augusto junto con su padre Decio. Tras esta derrota, los godos, que habían pasado el invierno en territorio romano, ofrecieron la devolución de su botín y de sus prisioneros a condición de que pudieran retirarse sin ser molestados. Pero Decio, que ahora había decidido destruir esa horda de bárbaros, prefirió rechazar las propuestas de Cniva y en el camino de regreso organizó sus ejércitos y se enfrentó al enemigo en una [battaglia di Abrittus|batalla cerca de Abrittus]], en Dobruja. Aquí los godos, aunque exhaustos, lograron infligir una aplastante derrota al ejército romano (julio de 251), matando incluso al emperador y a su hijo mayor, Erennio Etrusco. Era la primera vez que un emperador romano caía en batalla contra un enemigo extranjero. Esta es la trágica narración de los acontecimientos de Jordanes:

E inmediatamente el hijo de Decio cayó mortalmente atravesado por una flecha. Al enterarse de la noticia, el padre, seguramente para reanimar a los soldados, dijo: «Nadie debe estar triste, la pérdida de un solo hombre no debe afectar a las fuerzas de la República». Pero poco después, incapaz de resistir el dolor de su padre, se arrojó contra el enemigo, buscando la muerte o la venganza para su hijo. [...] Por ello perdió su imperio y su vida.
E subito il figlio di Decio cadde mortalmente trafitto da una freccia. Alla notizia il padre, sicuramente per rianimare i soldati, avrebbe detto "Nessuno sia triste, la perdita di un solo uomo non deve intaccare le forze della Repubblica". Ma poco dopo, non resistendo al dolore di padre, si lanciò contro il nemico cercandovi o la morte o la vendetta per il figlio. [...] Perse pertanto impero e vita.
Jordanes, De origine actibusque Getarum, XVIII, 3.

Siguió siendo emperador el hijo menor, Hostiliano, y fue a su vez adoptado por el entonces legado de los dos mesianos, Treboniano Galo, quien a su vez fue aclamado emperador ese mismo mes. Galo, que se apresuró al lugar de la batalla, concluyó una paz desfavorable con los godos de Cniva: no solo les permitió quedarse con el botín, sino también con los prisioneros capturados en Filipópolis, muchos de ellos de ricas familias nobles. Además, se les garantizaron subsidios anuales, con la promesa de no volver a pisar suelo romano nunca más.
252A partir de esta fecha los cuados volvieron a atacar cada vez más el limes panónico, en la zona frente a la fortaleza legionaria de Brigetio.
253Una nueva oleada de godos, boranos, carpos y hérulos trajo la destrucción hasta Pesinunte y Éfeso por mar, y luego por tierra hasta los territorios de Capadocia. Esto es lo que Zósimo afirma:

Desde que Treboniano Gallo administraba mal el poder, los escitas [es decir, los godos, ed.] comenzaron a invadir las provincias vecinas, y avanzaron, saqueando también los territorios bañados por el mar [el Mar Negro, ed.], por lo que ninguna provincia de los romanos se salvó de sus estragos. Todas las ciudades sin fortificaciones y la mayoría de las que tenían murallas fueron tomadas. Y no menos que la guerra, también estalló una epidemia de peste por todas partes, en pueblos y ciudades, eliminando a los bárbaros supervivientes y provocando tantas muertes como nunca antes había ocurrido.
Poiché Treboniano Gallo amministrava malamente il potere, gli Sciti [si intendono i Goti, ndr] cominciarono ad invadere le province vicine, ed avanzavano saccheggiando anche i territori bagnati dal mare [il Mar Nero, ndr], e così nessuna provincia dei Romani fu risparmiata dalle loro devastazioni. Furono prese tutte le città prive di fortificazioni e la maggior parte di quelle fornite di mura. E non meno della guerra scoppiò ovunque anche un'epidemia di peste, nei villaggi e nelle città, eliminando i barbari superstiti e procurando così tante morti come mai prima d'ora era accaduto.
Zósimo, Storia nuova, I.26.

Y mientras Emiliano, entonces gobernador de Mesia Inferior y futuro emperador, se veía obligado a limpiar los territorios romanos al sur del Danubio de las hordas de bárbaros, enfrentándose victoriosamente una vez más con el líder de los godos, Cniva (primavera de 253) y obteniendo, gracias a estos éxitos, el título de emperador, los ejércitos sasánidas de Sapor I se aprovecharon de ello, provocando un contemporáneo desfondamiento del frente oriental, penetrando en Mesopotamia y Siria hasta ocupar la propia Antiochia.

#### Tercera fase: la diarquía de Valeriano en Oriente y Galieno en Occidente (254-260)
Las continuas incursiones de los bárbaros en los veinte años posteriores al fin de la dinastía Severa habían puesto de rodillas la economía y el comercio del Imperio romano. Numerosas granjas y cultivos habían sido destruidos, si no por los bárbaros, sí por bandas de bandidos y por los ejércitos romanos en busca de sustento, durante las campañas militares libradas contra enemigos tanto externos como internos (usurpadores de la púrpura imperial). Además, la escasez de alimentos generó una demanda mayor que la oferta de alimentos, con evidentes consecuencias inflacionarias sobre las necesidades básicas. A todo esto se sumó un constante reclutamiento forzoso de soldados, en detrimento de los trabajadores empleados en el campo agrícola, con el consiguiente abandono de numerosas granjas y vastas superficies de campos para cultivar. Esta apremiante demanda de soldados, a su vez, había generado una carrera de precios implícita para obtener la púrpura imperial.. Cada nuevo emperador o usurpador se vio obligado, por tanto, a ofrecer a su ejército donaciones cada vez mayores y salarios cada vez más remunerativos, con graves perjuicios para el erario imperial, obligado a menudo a cubrir estos gastos extraordinarios con la confiscación de enormes bienes de ciudadanos privados, víctimas en estos años de proscripciones "partidistas". Estas dificultades obligaron al nuevo emperador, Valeriano, a compartir la administración del estado romano con su hijo Galieno, confiando a este último la parte occidental y reservándose la parte oriental, como ya había sucedido en el pasado con Marco Aurelio y Lucio Vero (161-169).
254A principios de año, o a finales del anterior, una nueva incursión de los godos devastó la región de Tesalónica: los germánicos no consiguieron conquistar la ciudad, que sin embargo, con dificultad y con mucha dificultad, fue liberado por los ejércitos romanos del nuevo emperador Valeriano. El pánico fue tan grande que los habitantes de Acaya decidieron reconstruir las antiguas murallas de Atenas y de muchas otras ciudades del Peloponeso.
Los francos y los alamanes fueron detenidos durante su intento de atravesar el limes romano por el joven césar Galieno, quien se ganó por estos éxitos el apelativo de«Restitutor Galliarum» y de «Germanicus maximus». Su mérito fue haber contenido al menos parcialmente los peligros, gracias a un acuerdo con uno de los líderes germanos, que se comprometió a impedir que los demás bárbaros cruzaran el Rin y así oponerse a nuevos invasores.
255Los godos reanudaron sus ataques, esta vez por mar, a lo largo de las costas de Asia Menor, después de haber requisado numerosas embarcaciones al reino Bosforo Cimmerio, aliado de Roma. Sin embargo, los primeros en tomar posesión de estos barcos fueron los boranos quienes, viajando por las costas orientales del mar Negro, llegaron al final del Imperio Romano, cerca de la ciudad de Pityus, que afortunadamente para ellos estaba dotada de una muralla muy sólida y de un puerto bien equipado. Aquí fueron repelidos gracias a una vigorosa resistencia de la población local, organizada para la ocasión por el entonces gobernador Sucesiano.
Los godos, sin embargo, partieron con sus naves desde la península de Crimea, llegando hasta la desembocadura del río Fasi (situado en la región de Guria en Georgia, cerca de la actual ciudad de Sujumi); también avanzaron hacia Pitius, que esta vez lograron ocupar, también porque Sucesiano, ascendido a prefecto del Pretorio, había seguido al emperador Valeriano hasta Antioquía. La numerosa flota continuó luego hasta Trapezunte, logrando ocupar también esta importante ciudad, protegida por una doble muralla y varios miles de hombres armados, como relata Zósimo:

Los godos, en cuanto se dieron cuenta de que los soldados dentro de las murallas eran holgazanes y borrachos y ni siquiera trepaban por las pasarelas de las murallas, colocaron algunos troncos cerca de la muralla, cuando era posible, y en plena oscuridad, en pequeños grupos subieron y conquistaron la ciudad. [...] Los bárbaros se apoderaron de grandes riquezas y de gran número de prisioneros [...] y después de haber destruido los templos, edificios y todo lo bello y magnífico que se había construido, regresaron a su patria con muchas naves.
I Goti, appena si accorsero che i soldati all'interno delle mura erano pigri ed ubriaconi e non salivano neppure lungo i camminamenti delle mura, accostarono al muro alcuni tronchi, dove era possibile, ed in piena note, a piccoli gruppi salirono e conquistarono la città. [...] I barbari si impadronirono di grandi ricchezze e di un grande numero di prigionieri [...] e dopo avere distrutti i templi, gli edifici e tutto ciò che di bello e magnifico era stato costruito, ritornarono in patria con moltissime navi
Storia nuova, I, 33, Zósimo

Cargados ya con un enorme botín, en el camino de regreso también saquearon la ciudad de Panticapeo, en la actual Crimea, interrumpiendo el suministro de cereales que necesitaban los romanos en esa región. La situación era tan grave que Galieno se vio obligado a correr a lo largo de las fronteras del Danubio para reorganizar sus fuerzas después de esta devastadora invasión, como atestiguaría una inscripción de la fortaleza legionaria de Viminacium.
256No pasó mucho tiempo antes de que una nueva invasión de godos recorriera el mar Negro, nuevamente por mar pero esta vez hacia la costa occidental, avanzando hasta el lago de Fileatina (la actual Derkos) al oeste de Bizancio. Desde aquí continuaron hasta las murallas de Calcedonia. La ciudad fue saqueada de todas sus grandes riquezas, aunque, informa Zosimo, la guarnición excedía en número a los atacantes godos. Muchas otras ciudades importantes de Bitinia, como Prusa, Apamea  y Cios fueron saqueadas por los ejércitos godos, mientras que Nicomedia y Nicea fueron incendiadas.
Contemporaneamente, buena parte de los territorios del norte de la provincia de las Tres Dacias (es decir, toda la Dacia Porolissensis y parte de la Dacia Superiore) se perdieron tras una nueva invasión de los godos y carpos. De hecho, una vez cruzada la cordillera de los Cárpatos, los invasores lograron expulsar a los romanos de la zona septentrional, con la única excepción de las zonas más meridionales cercanas al Danubio (es decir, las actuales regiones de Oltenia y Transilvania). Estos hechos fueron transmitidos por un breve pasaje de Eutropio y confirmados por las numerosas excavaciones arqueológicas realizadas en la zona, que atestiguan un cese total de las inscripciones y monedas romanas en el norte del país a partir del año 256. También está atestiguada la presencia de algunos oficiales de las legiones V Macedonica y XIII Gemina cerca de Poetovio, lo que confirma un principio de "vaciar" las guarniciones de las Tres Dacias en beneficio de la cercana Panonia. Sin embargo, la resistencia romana a las invasiones de los godos y carpos en el sur de la provincia se celebró al año siguiente, cuando Galieno recibió el apelativo de «Dacicus maximus».
257Valeriano, preocupado por la invasión de los godos del año anterior, envió un ejército de socorro, comandado por Lucio Mummio Felice Corneliano y bajo cuyo mando parece haber estado el futuro emperador Aureliano, para defender mejor la importante fortaleza de Bizancio; el emperador, a su vez, se dirigió a Capadocia y en Bitinia para llevar socorro a las poblaciones de esta provincia. Sin embargo, la llegada de Valeriano no tuvo ningún efecto, ya que el resurgimiento de una epidemia de peste y el avance persa de los años anteriores habían sumido al Oriente romano en la mayor desesperación.  También es probable que los diversos asaltos exitosos realizados por los bárbaros generaran en Sapor I la conciencia de que un ataque contemporáneo y bien planificado por parte del rey de los sasánidas habría permitido a sus ejércitos extenderse hacia las provincias romanas orientales, con la intención de unirse a los propios godos procedentes de las costas del mar Negro.
El frente renano de la Germania Inferior se vio conmocionado por nuevos ataques de los francos, que lograron avanzar hasta Mogontiacum, donde fueron detenidos por la legio VI Gallicana que se aproximaba, de la que era tribuno militar el futuro emperador Aureliano. El propio Galieno, después de haber abandonado Illirico a marchas forzadas, se apresuró hacia Occidente, logrando vencer a las hordas francas probablemente cerca de Colonia y, en cualquier caso, después de haber limpiado toda la orilla izquierda del Rin de los ejércitos bárbaros.
258Nuevamente los francos, que el año anterior habían atravesado el limes de la Germania Inferior, hicieron una nueva incursión, adentrándose en los territorios imperiales frente a Colonia y luego llegando hasta la España (donde saquearon desde Tarragona,), hasta Gibraltar y las costas de la Mauritania romana. La invasión parece haber sido, una vez más, repelida según la acuñación de la época, según la cual Galieno obtuvo el título victorioso de «Germanicus Maximus» por quinta vez.
258-260Cuados, marcomanos, yacigios y roxolanos fueron los responsables de la gran catástrofe que azotó el limes panónico en estos años ( el propio Aquincum y el importante fuerte de Intercisa ueron saqueados), con la despoblación del campo de toda la provincia. En el mismo período, Eutropio habla de una nueva incursión germánica (quizás de marcomanos) que llegó a Ravenna antes de ser detenida, justo cuando el emperador Valeriano estaba ocupado en el frente oriental contra los sasánidas de Sapor I.
También en este periodo, Galieno permitió que algunas tribus marcomanas se establecieran en la Panonia romana al sur del Danubio, probablemente para repoblar el campo devastado por las invasiones de las décadas anteriores, y —curiosamente— contrajo un matrimonio secundario con la hija de uno de sus príncipes.

[Galieno] tenía por concubina una muchacha llamada Pipa, a quien recibió cuando una parte de la provincia de la Panonia Superior le fue concedida en virtud de un tratado a su padre, rey de los marcomanos, como regalo de bodas.
[Gallieno] ebbe come concubina una ragazza di nome Pipa, che ricevette quando una parte della provincia di Pannonia superiore fu concessa in base a un trattato a suo padre, re dei Marcomanni, donatagli come regalo di nozze.
Sesto Aurelio Vittore, De Vita et Moribus Imperatorum Romanorum, 33.6.

#### Cuarta fase: estados secesionistas y pico de la crisis (260-268)
A partir de 260, y hasta aproximadamente 274, el Imperio romano sufrió la secesión de dos vastas áreas territoriales, que sin embargo permitieron su supervivencia. Al oeste, los usurpadores del Imperio galo, como Póstumo (260-268), Leliano (268), Marco Aurelio Mario (268-269), Victorino (269-271), Domiciano II (271) y Tetrico (271-274), lograron defender las fronteras de las provincias de Britaña, Galia y España. Escribe Eutropio:

Habiendo así Galieno abandonado el Estado, el Imperio romano fue salvado en Occidente por Póstumo y en Oriente por Odenato.
Avendo così Gallieno abbandonato lo Stato, l'Impero romano fu salvato in Occidente da Postumo ed in Oriente da Odenato.
Eutropio, Breviarium ab urbe condita ,

De hecho, Póstumo había logrado establecer un imperio en Occidente, centrado en las provincias de la Germania Inferior y de la Gallia Belgica y al que poco después se unieron todas las demás provincias galas, británicas, hispanas y, durante un breve período, también la de Recia.
Los emperadores no sólo formaron su propio Senado en su centro principal de Augusta Treverorum y atribuyeron los títulos clásicos de cónsul, pontífice máximo o tribuno de la plebe a sus magistrados en nombre de Roma aeterna, sino que también asumieron la normal titulatura imperial, acuñando monedas en la ceca de Lugdunum, aspirando a la unidad con Roma y, lo que es más importante, nunca pensando en marchar contra los emperadores llamados "legítimos" (como Galieno, Claudio el Gótico, Quintilo o Aureliano), que reinaban sobre Roma. (es decir, aquellos que gobernaron Italia, las provincias de África occidental hasta la Tripolitania, las provincias danubianas y del área balcánica). Ellos, por el contrario, sentían que debían defender las fronteras del Rin y el litoral galo de los ataques de las poblaciones germánicas de francos, sajones y alamanes. El Imperium Galliarum fue, por tanto, una de las tres áreas territoriales que permitieron a Roma conservar su parte occidental.
En Oriente, sin embargo, fue el reino de Palmira el que tomó el relevo de Roma en el gobierno de las provincias de Asia menor, de Siria y Egipto, defendiéndolas de los ataques de los persas, primero con Odenato (260-267 ), designado como Gallieno "Corrector Orientis", y luego con su viuda secesionista, Zenobia (267-271).
260Durante este año, los territorios que formaban una reentrada entre los limes renano y danubiano, al sur de los llamados limes germánico-retico (los Agri decumates) fueron abandonados en beneficio de las poblaciones suevas de los alamanes. A este año parecen atribuibles, de hecho, los numerosos signos de destrucción a lo largo de este tramo del limes en Kempten, Bregenz, Grenoble y Lausana y la reapertura de la fortaleza legionaria de Vindonissa y de los fuertes auxiliares de Augusta Raurica, Castrum Rauracense y la moderna Basilea. No es casualidad que la inscripción encontrada en el altar de Augsburgo recuerde una victoria contra el pueblo germánico de semnones y jutungos (abril de 260), en el año en que Póstumo ya era augusto y cónsul junto con un tal Onoraziano. En esta ocasión, miles de prisioneros italianos fueron liberados por las tropas traídas desde Recia y la Alta Alemania y puestos bajo el mando de Marco Simplicino Geniale.
Probablemente fue Galieno quien decidió el abandono definitivo de todos los territorios al este del Rin y al norte del Danubio, debido a las continuas invasiones de las tribus germánicas vecinas de los alamanes, y a la contemporánea secesión de la parte occidental del imperio, provocada por el gobernador de Germania Superior e Inferior, Póstumo. Los alamanes, que habían atravesado el limes rético y cruzado el paso del Brennero, habían avanzado hacia Italia, donde fueron interceptados y derrotados por los ejércitos de Galieno cerca de Milán. El emperador parece no haber podido intervenir antes en el frente germánico-rético debido a la crisis oriental contemporánea, que involucró a su propio padre, Valeriano, capturado por los sasánidas de Sapor I a finales del verano.
Contemporaneamente, a lo largo del Limes de la Germania Inferior hordas de francos lograron apoderarse de la fortaleza legionaria de Castra Vetera y sitiaron Colonia, salvando en cambio Augusta Treverorum (la actual Tréveris). Otros se extendieron a lo largo de las costas de la Galia y devastaron algunas aldeas hasta las desembocaduras de los ríos Sena y Somme.
261Una nueva incursión de los alamanes en la zona del río Mosela, hasta Augusta Treverorum y Metz, fue detenida por los ejércitos de Póstumo. La contraofensiva romana estuvo, de hecho, encabezada por el exgobernador, ahora regente del Imperio galo. No sólo repelió la invasión de los alamanes y de los francos más al norte, sino que logró reocupar y fortificar nuevamente algunas posiciones auxiliares avanzadas en el territorio de los antiguos Agri decumates, a lo largo de la llanura del río Neckar, ganándose la proclamación de la «Victoria germanica». Por estos éxitos, adoptó el apelativo de "Restitutor Galliarum" ("restaurador de la Galia"), decidiendo también enrolar entre las filas de su ejército bandas de soldados francos recién derrotados, para luchar contra sus propios "hermanos", como testimonia Aurelio Vittore.
261-262La captura de Valeriano por los persas generó, además de la secesión en Occidente del Imperio galo, una serie continua de usurpaciones, en su mayoría entre los comandantes de las provincias militares danubianas (período denominado de los «treinta tiranos».) Galieno, obligado a luchar en múltiples frentes simultáneamente para defender la legitimidad de su trono, utilizó buena parte de los ejércitos encargados de defender las fronteras imperiales para contrarrestar a muchos de estos generales que se habían proclamado emperadores. El resultado fue dejar indefensos grandes sectores estratégicos del limes, provocando una nueva invasión de los sármatas en Panonia. Y sólo tras una intervención posterior del propio Galieno los invasores fueron repelidos.

A estas cosas negativas se añadía también que los escitas [entendidos como godos, n.ed.] habían invadido Bitinia y habían destruido algunas ciudades. Finalmente incendiaron y devastaron gravemente la ciudad de Asta, ahora llamada Nicomedia.
A queste cose negative si era inoltre aggiunto che gli Sciti [intesi come Goti, ndr] avevano invaso la Bitinia e avevano distrutto alcune città. Alla fine incendiarono e devastarono gravemente la città di Asta, oggi chiamata Nicomedia.
Historia Augusta - Due Gallieni, 4.7-8.

262Los godos realizaron una nueva incursión por mar a lo largo de la costa del mar Negro, logrando saquear Bizancio, a antigua Ilio y Efeso.

Dado que los escitas [es decir, los godos, n.ed.] habían traído una gran destrucción a Hellas y habían sitiado la propia Atenas, Galieno intentó luchar contra ellos, que ahora habían ocupado Tracia.
Poiché gli Sciti [ovvero i Goti, ndr] avevano portato grande distruzione all'Ellade ed assediata la stessa Atene, Gallieno cercò di combattere contro di loro, che ormai avevano occupato la Tracia.
Zósimo, Storia nuova, I, 39.1.

264Según la Historia Augusta, mientras que en Oriente Odenato había logrado repeler a los persas hasta las murallas de su propia capital, Ctesifonte, los godos:

[...] invadieron Capadocia. Habiendo ocupado aquí algunas ciudades, después de una guerra llevada a cabo con resultado incierto, se dirigieron hacia Bitinia.
invasero la Cappadocia. Qui occupate alcune città, dopo una guerra condotta con esito incerto, si diressero verso la Bitinia.
Historia Augusta - Due Gallieni, 11.1.

Finales de 267-principios de 268 Una nueva e inmensa invasión de los godos, junto con los peucini, los últimos llegados a la región del actual mar de Azov, los hérulos, y a numerosos otros pueblos tomaron forma desde la desembocadura del río Tyras (cerca de la ciudad del mismo nombre) y comenzó la invasión más sorprendente de este siglo III, que devastó las costas y el interior de las provincias romanas de Asia Menor, Tracia y Acaya que dominaban el Puente Euxino y el mar Egeo. 

Los escitas [debe entenderse como godos, n. ed.], navegando por el Ponto Euxino, penetraron en el Danubio y provocaron una gran devastación en suelo romano. Al enterarse de estas cosas, Galieno encargó a los bizantinos Cleodamos y Ateneo la tarea de reconstruir y fortificar las ciudades con murallas, y cuando se libró la batalla cerca del Ponto, los generales bizantinos derrotaron a los bárbaros. Los godos también fueron derrotados en una batalla naval por el general Venerianus, y él mismo murió durante la lucha.
Gli Sciti [da intendersi come Goti, ndr], navigando attraverso il Ponto Eusino penetrarono nel Danubio e portarono grandi devastazioni sul suolo romano. Gallieno conosciute queste cose diede ai bizantini Cleodamo e Ateneo il compito di ricostruire e munire di mura le città, e quando si combatté presso il Ponto i barbari furono sconfitti dai generali bizantini. Anche i Goti furono battuti in una battaglia navale dal generale Veneriano, e lo stesso morì durante il combattimento.
Historia Augusta - I due Gallieni, 13.6-7.

Y así, las diversas tribus de Escitia, como peucinos, greutungos, ostrogodos, tervingios, visigodos, gépidos, celtas y hérulos, atraídos por la esperanza del saqueo, llegaron a suelo romano y causaron aquí grandes devastaciones, mientras Claudio se ocupaba de otras acciones [contra los alamanes, n. ed.] [...]. Trescientos veinte mil hombres armados fueron puestos en campaña por las distintas poblaciones [...] además de disponer de dos mil barcos (seis mil según Zósimo), es decir el doble de los utilizados por los griegos [...] cuando emprendieron la conquista de las ciudades de Asia [la guerra de Troya, n. ed.].
E così le diverse tribù della Scizia, come Peucini, Grutungi, Ostrogoti, Tervingi, Visigoti, Gepidi, Celti ed Eruli, attirati dalla speranza di fare bottino, giunsero sul suolo romano e qui operarono grandi devastazioni, mentre Claudio era impegnato in altre azioni [contro gli Alamanni, ndr] [...]. Furono messi in campo trecentoventimila armati dalle diverse popolazioni [...] oltre a disporre di duemila navi (seimila secondo Zosimo), vale a dire un numero doppio di quello utilizzato dai Greci [...] quando intrapresero la conquista delle città d'Asia [la guerra di Troia, ndr].
Historia Augusta - Claudio II el Gótico, 6.2-8.1.

Parece que los bárbaros atacaron primero por asalto la ciudad de Tomi, pero fueron repelidos. Continuaron invadiendo Mesia y Tracia hasta llegar a Marcianópolis. Después de haber fracasado también en este segundo objetivo, continuaron su navegación hacia el sur, pero una vez que llegaron al estrecho de Propontide sufrieron numerosas pérdidas debido a una violenta tormenta que los había azotado.
Habiendo zarpado hacia Cizico, que sitiaron sin éxito, sufrieron una derrota inicial cerca de Bizancio a manos del ejército romano que se abalanzaba, pero la incursión de los bárbaros continuó hasta que costearon el Helesponto y alcanzaron el monte Athos. Habiendo reconstruido algunos de sus barcos destruidos por la tormenta anterior, se dividieron en al menos tres columnas:
1. una primera se dirigió hacia el oeste, asediando sin éxito primero a Cízico, luego saqueando las islas de Imbros y Lemnos,[Wa. 8] ocupando la futura ciudad de Crisópolis (frente a Bizancio), continuando hasta las murallas de Cassandreia luego de Tesalónica,[HA 26][Zó. 18][Wa. 9] y también llevando la devastación al interior de la provincia de Macedonia.[HA 27][Zó. 18]
2. un segundo ejército, que llegó cerca de la desembocadura del río Nestus o Nessos, intentó avanzar hacia el norte, pero fue interceptado por los ejércitos romanos y sufrió una aplastante derrota a manos del propio Galieno, que se había apresurado para la ocasión. Se dice, de hecho, que Galieno logró derrotar a las hordas de bárbaros, entre ellos seguramente los godos, matando a un gran número de ellos (primavera de 268). Después de estos acontecimientos, ofreció al líder de los hérulos, Naulobato, la «ornamenta consularia», después de que su pueblo (identificable con los escitas de la Historia Augusta), formara un convoy de carros e intentara escapar a través del monte Gessace (las actuales montañas Ródope).[Wa. 8][HA 28][Zó. 19][39] Poco después Galieno se vio obligado a regresar a Italia para sitiar en Milán al usurpador Aureolo, que había intentado arrebatarle el trono.[Wa. 10][So. 16]
3. una tercera se dirigió hacia el sur a lo largo de las costas de Asia Menor, desde la Tesalia y la Acaya, donde los bárbaros lograron saquear Esparta, Argos, Corinto y Tebas. El historiador Publio Erennio Dessippo relata, en su Cronaca, que él mismo logró repeler un primer ataque a las murallas de la ciudad de Atenas.[Gr. 1][Zó. 20][HA 24]

La batalla se libró en Acaya, bajo el mando de Marciano, contra los godos, quienes, derrotados por los aqueos, se retiraron de allí. Mientras que los escitas, que siempre formaron parte de los godos, devastaron Asia [estas son las invasiones que comenzaron en 267/268 y terminaron en 269/70, n. ed.], donde fue incendiado el templo de Éfeso.
Si combatté in Acaia, sotto il comando di Marciano, contro i Goti, che sconfitti dagli Achei, si ritirarono da lì. Mentre gli Sciti, che fanno sempre parte dei Goti, devastavano l'Asia [si tratta delle invasioni iniziate nel 267/268 e terminate nel 269/70, ndr], dove fu incendiato il tempio di Efeso.
Historia Augusta - I due Gallieni, 6.1-2.

268Durante este año los alamanes lograron una vez más penetrar en la Italia septentrional a través del paso del Brennero, aprovechando la ausencia del ejército romano, ocupado tanto en afrontar la devastadora invasión de los godos en Mesia, Acaya, Macedonia, Ponto y Asia, como en combatir al usurpador Aureolus, que se había fortificado en Milán. La posterior avalancha del ejército romano de Claudio II el Gótico (el nuevo emperador que había presenciado la capitulación de Aureolo.), obligó a los alamanes a interrumpir sus incursiones y negociar su retirada del suelo italiano. La falta de acuerdo obligó a Claudio a luchar contra ellos: obtuvo la victoria decisiva en noviembre, en la batalla del lago Benaco (el lago de Garda) que, como cuenta Sesto Aurelio Vittore, permitió su expulsión definitiva del norte de Italia con pérdidas muy graves. Se dice, de hecho, que más de la mitad de los bárbaros perecieron durante la batalla.

#### Quinta fase: la reunión del antiguo imperio (269-275)
A partir del propio Claudio el Gótico, pero sobre todo con su sucesor, Aureliano, se afirmó con vigor el ideal de una restauración de la unidad del Imperio romano. La principal tarea que esperaba a este último emperador era reunir las dos "secciones" que se habían formado durante el reinado de Galieno, es decir, el Imperio galo en Occidente y el reino de Palmira de la reina Zenobia en Oriente.
269A principios de año, después de que los godos fueran mantenidos a raya por los ejércitos romanos de Marciano durante unos meses, el nuevo emperador Claudio II consiguió llegar al teatro de los enfrentamientos y lograr una victoria decisiva sobre este pueblo en la batalla de Naissus, donde se dice que perdieron la vida hasta cincuenta mil bárbaros. Los germanos habían llegado al corazón de Mesia a lo largo de la carretera que va de Tesalónica a Scupi y luego hacia el norte, después de haber devastado los territorios alrededor de Pelagonia (actual Bitola). Los supervivientes de la batalla de Naissus, protegiéndose con carros, se dirigieron a Macedonia. Durante la larga marcha de regreso, muchos de los bárbaros murieron junto con sus animales, oprimidos por el hambre; otros murieron en un nuevo enfrentamiento con la caballería romana de los "equites Delmatae", la reserva estratégica móvil recién establecida por Galieno. La marcha de los godos continuó en dirección este hacia el monte Hemaus. Sin embargo, los bárbaros, aunque rodeados por las legiones, consiguieron causar bastantes pérdidas a la infantería romana, que sólo se salvó gracias a la intervención de la caballería encomendada a Aureliano, aliviando la derrota.
Contemporaneamente, las otras hordas de godos, que el año anterior habían invadido el mar Egeo y el Mediterráneo oriental y habían llevado a cabo acciones de piratería, fueron definitivamente repelidas tras una serie de enfrentamientos por parte del prefecto de Egipto, Tenagino Probo, en las aguas frente a las islas de Chipre, Creta y Rodas. La Historia Augusta, refiriéndose a un discurso de Claudio, le hace pronunciar estas palabras:

Hemos destruido trescientos veinte mil godos y hemos hundido dos mil naves. Los ríos están cubiertos de escudos enemigos, todas las playas están cubiertas de espadas y lanzas. Los campos ya no son visibles, ocultos por los huesos, no hay camino libre, numerosos carros han sido abandonados. Hemos capturado tantas mujeres que nuestros soldados victoriosos pueden quedarse con dos o tres cada uno.
Abbiamo distrutto trecentoventimila Goti ed abbiamo affondato duemila navi. I fiumi sono ricoperti degli scudi del nemico, tutte le spiagge sono ricoperte di spade e lance. I campi neppure più si vedono nascosti dalle ossa, non esiste alcuna strada libera, numerosi carri sono stati abbandonati. Abbiamo catturato tante donne, che i nostri soldati vincitori ne possono tenere per sé due o tre a testa.
Historia Augusta - Claudio

A raíz de estos acontecimientos, Claudio, que había logrado hacer retroceder a aquella inmensa horda bárbara a través del Danubio, pudo enorgullecerse del apelativo de «Gothicus maximus» y las monedas acuñadas ese año celebraban la «Victoria gothica». De los bárbaros supervivientes, una parte fue golpeada por una terrible plaga, otra pasó a formar parte del ejército romano y una última se detuvo para cultivar las tierras recibidas a lo largo de las fronteras imperiales.
La Historia Augusta narra que en el mismo año el usurpador Leliano, que sucedió a Póstumo en el Imperio galo, reorganizó las provincias bajo su control:

Muchas ciudades de la Galia y también muchas fortalezas que Póstumo había construido en territorio bárbaro [más allá del río Rin, n. ed.] en el transcurso de siete años y que, tras su muerte, habían sido destruidas y quemadas durante una repentina incursión de los alemanes [eran los francos o los alamanes, a principios de 269, n. ed.], los reconstruyó devolviéndolos a su estado anterior.
Molte città della Gallia e anche molte fortezze che Postumo aveva costruito in territorio barbarico [oltre il fiume Reno, ndr] nel corso di sette anni e che, dopo la sua morte, erano state distrutte ed incendiate durante un'improvvisa incursione dei Germani [si trattava o dei Franchi o degli Alemanni, al principio del 269, ndr], le ricostruì riportandole al precedente stato.
Historia Augusta - I trenta tiranni, Lolliano, 4.

270A principios de año, cuando Claudio todavía estaba ocupado enfrentando la amenaza goda, una nueva invasión de jutungos volvió a causar enormes daños en Recia y Nórico. Claudio, obligado a intervenir con gran prontitud, confió el mando balcánico a Aureliano, mientras él mismo se dirigía a Sirmio, su cuartel general, desde donde podría controlar y operar mejor contra los bárbaros. Sin embargo, poco después murió, tras una nueva epidemia de peste que estalló entre las filas de su ejército (agosto).
La muerte prematura de Claudio obligó a Aureliano a concluir rápidamente la guerra contra los godos en Tracia y en Mesie, poniendo fin a los asedios de Anchialus (cerca de la moderna Pomorie, a lo largo de la costa búlgara del mar Negro) y de Nicopolis ad Istrum. Poco después también fue a Sirmio, donde recibió la aclamación imperial de las tropas estacionadas en Panonia, siendo consciente de que era imperativo tratar lo antes posible con los jutungos que habían atravesado el frente del Danubio.
Los bárbaros sólo habían pretendido hacerse con el botín, tras no haber recibido los subsidios prometidos por los emperadores anteriores. Al enterarse de la llegada del nuevo soberano y ahora satisfechos con lo que habían atacado durante el invierno, intentaron retirarse, pero fueron interceptados por los romanos cerca del Danubio y derrotados, aunque no definitivamente. Sus peticiones de renovación del anterior tratado de paz y el reconocimiento de nuevas subvenciones fueron, sin embargo, rechazadas por Aureliano, quien sólo les concedió la posibilidad de regresar a sus tierras natales sin botín. La paz firmada entre el imperio y las poblaciones germánicas definió la política del nuevo emperador hacia los bárbaros. De hecho, negó cualquier compensación a cambio de su foedus, que habría hecho al imperio tributario de sus propios federados..
En noviembre del mismo año, mientras Aureliano estaba en Roma, para recibir oficialmente plenos poderes imperiales del Senado, una nueva invasión generó pánico, esta vez en las provincias de Alta y Baja Panonia, que evidentemente Aureliano había dejado indefensas para ir a Italia a repeler la invasión de los jutungos. Esta vez fueron los vándalos asdingos, junto con algunas bandas de sármatas yázigas. Aunque en esta circunstancia, la pronta intervención del propio emperador obligó a estas poblaciones germano-sármatas a capitular y pedir la paz. Aureliano obligó a los bárbaros a proporcionar a muchos de sus hijos como rehenes, así como un contingente de caballería auxiliar de dos mil hombres, a cambio de la devolución de sus tierras al norte del Danubio. Por estos éxitos obtuvo el apelativo de «Sarmaticus maximus».
271Apenas cesó esta amenaza, ya surgía una nueva en el horizonte. Esta vez se trató de una importante invasión conjunta de alamanes, marcomanos y quizás algunas bandas de jutungos (Dessippo habla explícitamente de una nueva invasión de los jutungos, que todavía asolaban suelo italiano.) también esta vez, se vio obligado a correr hacia Italia, ahora que aquella gente ya había forzado los pasos alpinos. Alcanzada la llanura padana a marchas forzadas recorriendo la vía Postumia, fue inicialmente derrotado por la coalición de bárbaros cerca de Piacenza, a causa de una emboscada.

Aureliano quiso enfrentarse al ejército enemigo todos juntos, reuniendo sus propias fuerzas, pero cerca de Piacenza sufrió una derrota tal que el Imperio romano por poco no cae. La causa de esta derrota fue una acción injusta y astuta por parte de los bárbaros. Al no poder afrontar la batalla en campo abierto, se refugiaron en un bosque muy denso y al anochecer atacaron por sorpresa a nuestros hombres.
Aureliano voleva affrontare l'esercito nemico tutto insieme, riunendo le proprie forze, ma nei pressi di Piacenza subì una tale disfatta, che l'Impero romano per poco non cadde. La causa di questa disfatta fu un movimento sleale e furbo da parte dei barbari. Essi, non potendo affrontare lo scontro in campo aperto, si rifugiarono in un densissimo bosco e verso sera attaccarono i nostri di sorpresa.
Historia Augusta - Aureliano, 21.1-3.

Sin embargo, a medida que avanzaba la campaña, los bárbaros, por avidez de botín, se dividieron en numerosas bandas armadas, dispersas por todo el territorio circundante. Aureliano, habiendo reunido nuevamente sus ejércitos tras la derrota sufrida y decidido a seguirlos en su marcha hacia el sur, logró cambiar el rumbo de la guerra. De hecho, los bárbaros habían seguido saqueando las ciudades de la costa adriática como Pesaro y Fano. No muy lejos de esta última ciudad, a lo largo de la vía Flaminia a orillas del río Metauro, el emperador logró vencerlos una primera vez (batalla de Fano) y luego una segunda vez, de manera decisiva, en el camino de regreso cerca de Pavía. A raíz de esta última invasión, se tomaron medidas (quizás en tiempos de Diocleciano) para cerrar el paso a posibles futuras invasiones, fortificando el corredor que conduce desde Panonia y Dalmacia entrando en Italia a través de los Alpes julianos: los llamados Claustra Alpium Iuliarum.
Una vez terminada la campaña en Italia, al dirigirse hacia Oriente para combatir a la reina Zenobia del reino dr Palmira, derrotó a los godos que avanzaban contra él y, cruzando el Danubio, mató a su rey, Cannabaude, junto a cinco mil de sus hombres armados. Por estos éxitos el Senado le otorgó el apelativo de «Gothicus maximus»
La creciente crisis a lo largo de las fronteras del Danubio, además de la secesión en Occidente del Imperio galo y del Reino de Palmira en Oriente, obligaron a Aureliano a evacuar la provincia de las Tres Dacias, bajo crecientes golpes especialmente de los godos (en particular, de la tribu de los tervingos) y carpos, así como los yacigios sármatas de la llanura del Tisza. Él, despejando el área al norte del Danubio, decidió formar una nueva provincia de Dacia al sur del curso del gran río, separando dos nuevas regiones de la Mesia Inferior: la «Dacia Ripensis» y la «Dacia Mediterranea». El abandono definitivo de Dacia se completó entre 271 y 273. Las consecuencias del abandono romano de la cuenca de los Cárpatos generò no solo nuevas tensiones entre godos y gépidos en el este y yázigas en el oeste, debido al contacto entre las distintas tribus, sino que también permitieron que las fronteras del curso medio-bajo del Danubio con la retirada de dos legiones enteras (legio V Macedonica y legio XIII Gemina, ahora posicionadas en Oescus y Ratiaria) y un número sustancial de unidades auxiliares, para un total de más de cuarenta y cinco mil hombres armados.
272De regreso de una  nueva campaña oriental contra Zenobia, el emperador se vio obligado a intervenir en Mesia y Tracia, debido a una nueva incursión de los carpos. Estos últimos fueron rechazados y se establecieron en gran medida en los territorios romanos a lo largo de la frontera del curso inferior del Danubio, hasta el punto de que se ganaron el apelativo de «Carpicus maximus».
272-274La unidad imperial finalmente pudo materializarse con la derrota, primero de Zenobia y de Vabalato en Oriente (reino de Palmira) en el 272, y luego de Tetrico en Occidente (Imperio galo) en el 274, al final de la batalla cerca de los Campos Catalanes. Tetrico y Zenobia, tras el triunfo celebrado en Roma, no fueron ejecutados: al contrario, el primero fue nombrado gobernador de Lucania, mientras que la reina oriental fue instalada en Tivoli y recibió como marido a un senador romano. Se trataba de un reconocimiento por haber salvado las fronteras del Imperio de las invasiones de los bárbaros en Occidente y de los sasánidas en Oriente.
274-275La victoria de Aureliano sobre Tétrico provocó una nueva incursión de los germanos desde más allá del Danubio, en la cercana provincia de Rezia, hasta el punto de requerir una nueva intervención del propio emperador, antes de dirigirse hacia Oriente, donde pretendía emprender una nueva Campaña contra los sasánidas, con el fin de recuperar los territorios perdidos de la provincia romana de Mesopotamia.

#### Sexta fase: la contraofensiva romana (276-284)
El asesinato del emperador Aureliano, que viajaba para liderar una campaña contra el Imperio sasánida, produjo un profundo duelo en todo el Imperio, pero también desencadenó nuevos ataques de los bárbaros a lo largo de las fronteras septentrionales.
final 275-276Los godos, junto con los hérulos, se trasladaron de los territorios de Meotide y volvieron a saquear Asia Menor incluso antes de la muerte de Aureliano, llegando a las costas de Cilicia ya a finales del 275. Una vez muerto Aureliano, la tarea de enfrontarles fueron asumidas por el nuevo emperador Marco Claudio Tacito y su hermano Marco Annio Floriano: este último logró una victoria que su hermano había celebrado con monedas («Victoria gothica»), ostentando el apelativo de «Gothicus maximus». Habiendo decidido regresar a Roma a principios del verano de 276, Tácito dejó la tarea de completar la campaña en manos de su hermano Floriano, entonces prefecto del pretorio, pero fue víctima de un ataque en junio de 276. Incluso Floriano, que se enfrentó a Marco Aurelio Probo en Tarso, fue víctima de un complot tramado por sus propios soldados. El trono imperial pasó entonces a Probo, quien decidió completar la obra de Tácito y dirigió una nueva campaña contra los godos en Asia Menor, golpeándolos duramente.
También en este mismo periodo (hacia septiembre de 275) la Galia fue invadida por los francos, que recorrieron el valle del río Mosela y se extendieron por la zona de la actual Alsacia. Se dice que más de setenta ciudades cayeron en sus manos, y que sólo aquellas pocas dotadas con murallas, como Augusta Treverorum, Colonia Claudia Ara Agrippinensium y Toulouse, escaparon de la devastación y el saqueo. Esta invasión fue seguida por una invasión conjunta de los lugi, burgundios y quizás vándalos a lo largo del tramo medio-alto del Danubio. 
277Una vez finalizadas las operaciones contra los godos, Probo decidió marchar hacia la Galia para enfrentarse a los germanos que habían penetrado durante la invasión del año anterior. La táctica de Probo fue enfrentarse por separado a las distintas fuerzas contrarias que, aunque numéricamente superiores, fueron derrotadas una a una. Los primeros en ser derrotados por los ejércitos romanos de los generales del emperador fueron los francos, que habían penetrado en la zona noreste de la Galia Bélgica. Luego fue el turno de los Lugi: Probo liberó a su líder Semnone, que había sido capturado, con la condición de que condujera los restos de su pueblo a sus bases de origen, dejando libres a los prisioneros romanos y abandonando el botín saqueado.
278Probo se enfrentó ahora a los burgundios y vándalos que habían acudido en ayuda de las otras tribus germánicas; fueron derrotados en Recia, cerca del río Lech (llamado "Licca" por Zosimo). Al finalizar los enfrentamientos se concedieron las mismas condiciones que se habían concedido a los Lugi poco antes, pero cuando los bárbaros incumplieron los acuerdos, reteniendo a parte de los prisioneros, el emperador volvió a enfrentarse a ellos. Los germanos fueron completamente derrotados y los romanos también capturaron a su líder, Igillo. Al final de estas victorias, Probo también asumió el apelativo de «Germanicus maximus».
La Historia Augusta relata, finalmente, que durante toda la campaña el emperador había matado a más de cuatrocientos mil bárbaros y liberado hasta sesenta ciudades de la Galia. Los vencidos fueron obligados a entregar rehenes para garantizar el tratado; nueve líderes bárbaros se arrodillaron juntos ante Probo, algunos fuertes militares romanos fueron restaurados a lo largo de los valles del río Neckar, dieciséis mil germanos fueron reclutados en las filas del ejército romano y distribuidos en grupos de cincuenta o sesenta entre las diversas unidades auxiliares y, para compensar la decadencia demográfica del campo, un cierto número de bárbaros ("laeti" o "gentiles" o "dediticii") fueron establecidos para cultivar las tierras del imperio, como ya había sucedido en el pasado, en la época de Marco Aurelio y de las Guerras marcomanas. Entre estos colonos, un grupo de francos afincados en el Ponto se rebelaron y, tras haberse apoderado de algunas naves, realizaron incursiones y devastaciones en Acaya, Asia Menor, África septentrional y llegaron hasta la ciudad de Siracusa, que ocuparon antes de regresar ilesos a su patria incólumes. Por último, una inscripción encontrada en Augusta Vindelicorum recuerda que a este emperador se le atribuye haber restablecido el orden en las fronteras de la provincia de Rezia, como "Restitutor provinciae".
El emperador dirigió entonces sus ejércitos hacia el frente medio del Danubio, cruzando el gran río y pasando revista a todas las tropas del Nórico, de la Panonia Superior y Panonia Inferior (donde logró vencer a los yázigas y los vándalos), y de la Tracia. Por estos últimos éxitos en las monedas se acuñó la frase «RESTITUTOR ILLIRICI» ('restaurador de Illirico'). Finalmente fue, a finales de ese año, a Isauria para sofocar una revuelta de bandidos (con un asedio final a su fortaleza de roccaforte de Cremna, en Pisidia).
280-281El entonces gobernador de la Germania Inferior, Gaio Quinto Bonoso, permitió que bandas de alamanes cruzaran el Rin y quemaran algunas naves de la flota Germanica. Temiendo las consecuencias de esta pérdida, hacia finales del 280 se hizo proclamar, en la Colonia Agrippinensis (la actual Colonia) y junto con Tito Ilio Proculo, emperador de toda la Galia, de la Britania y de la España. Al final, sin embargo, ambos usurpadores encontraron la muerte con la llegada de Probo a la Galia.
281Probo, en su camino de regreso desde Oriente (donde había sofocado una incursión de blemios) a la Galia, encontró tiempo para establecer en Tracia, después de una nueva campaña más allá del Danubio, hasta cien mil bastarnos, todos los cuales permanecieron fieles a los pactos. Del mismo modo trasladó a territorio romano a muchos hombres de otros pueblos como gépidos, greutungos y vándalos quienes, por el contrario, rompieron la alianza y, mientras Probo estaba ocupado luchando contra algunos usurpadores, comenzaron a vagar por tierra y por mar a lo largo de casi todo el Imperio, con graves daños al prestigio romano.
La represión de la revuelta gala y la expulsión de las bandas germánicas de los territorios imperiales duró un largo año de campañas militares; al final, Próculo fue capturado a traición y luego Bonoso se ahorcó poco después, en 281. 
282Tras la muerte de Probo, en septiembre, las poblaciones sármatas de los yázigas, que habían sido subyugadas unos años antes, se unieron a los cuados y reanudaron las hostilidades, atravesando el limes de Panonia y poniendo en peligro Iliria, Tracia y la propia Italia.
283El nuevo emperador Marco Aurelio Caro confió la parte occidental del imperio a su hijo mayor, Marco Aurelio Carino, y se dirigió a Oriente para enfrentarse a los sasánidas. Carino, que intervino con prontitud y determinación, logró interceptar las bandas armadas de germano-sármatas que habían irrumpido en el limes de Panonia y provocado una gran masacre. La Historia Augusta narra de hecho:

[...] en apenas unos días [el emperador Caro] consiguió restablecer la seguridad en Panonia, matando a dieciséis mil sármatas y capturando a veinte mil de ambos sexos.
[...] in pochissimi giorni [l'imperatore Caro] poté restituire sicurezza alla Pannonia, uccidendo sedicimila Sarmati e catturandone ventimila di ambo i sessi.
 Historia Augusta - Caro Carino Numeriano, 9.4.

Para conmemorar la victoria, en 284 recibió el apelativo de «Germanicus maximus», celebró un triunfo en Roma y acuñó una moneda en la que aparecían unos prisioneros bárbaros con las palabras «Triumfus Quadorum». Aunque en este caso cuados e yacigios podrían haber llevado a cabo sus incursiones juntos en los territorios de las dos Panonias, y sólo al año siguiente habrían sido definitivamente derrotados por Diocleciano.

#### Séptima fase: la tetrarquía de Diocleciano y la estabilización de las fronteras (285-305)
Con la muerte del emperador Numeriano en noviembre de 284 (a quien su padre Caro había confiado el Oriente romano), y la posterior negativa de las tropas orientales a reconocer a Marco Aurelio Carino (el primogénito de Caro) como sucesor natural, fue elevado a la púrpura imperial Diocleciano, un general muy válido. La guerra civil resultante inicialmente vio a Carino prevalecer sobre los ejércitos panónicos del usurpador Juliano, y más tarde la derrota de sus ejércitos por Diocleciano en la batalla del río Margus, cerca de la antigua ciudad y fortaleza legionaria de Singidunum. Carino murió a causa de una conspiración de sus propios generales (primavera de 285).
Habiendo obtenido el poder, en noviembre de 285 Diocleciano nombró como su lugarteniente (césar) a un valiente oficial, Marco Aurelio Valerio Massimiano, a quien unos meses más tarde elevó al rango de augusto (1 de abril de 286): formándose así una diarquía, en la que los dos emperadores se dividieron geográficamente el gobierno del Imperio y la responsabilidad de defender las fronteras y luchar contra los usurpadores.
Ante la creciente dificultad para contener las numerosas revueltas internas y fronterizas, en 293 se llevó a cabo una nueva división territorial, con el fin de facilitar las operaciones militares: Diocleciano nombró a Galerio como su césar para Oriente, mientras que Maximiano hizo lo propio con Costanzo Cloro para Occidente.
285Al nuevo y único emperador, Diocleciano, le tocó responder a las nuevas invasiones germánico-sármatas tanto en Mesia como en Panonia Inferior, favorecidas una vez más por haber quedado indefensas las fronteras del tramo medio-bajo del Danubio debido a la reciente guerra civil. Después de tales éxitos recibió el apelativo de «Germanicus maximus» y «Sarmaticus maximus», habiendo derrotado decisivamente a cuados e yacigios. Al mismo tiempo, Maximiano se trasladó a la Galia, y se enfrentó por primera vez a los rebeldes bagaudas a finales del verano de ese año. Los detalles de la campaña son escasos y no proporcionan detalles tácticos. En el otoño, dos ejércitos bárbaros, uno de burgundios y alamanes, el otro de chaibones y hérulos, forzaron los limes renanos y entraron en la Galia; el primer ejército murió de hambre y enfermedades, mientras Maximiano interceptó y derrotó al segundo. Después de estos acontecimientos, el césar estableció su cuartel general en el Rin en previsión de futuras campañas.
286El prefecto de la flota del canal de la Mancha, el futuro usurpador Carausio, que tenía como cuartel general principal de la Flota romana la ciudad de Gesoriacum, logró repeler los ataques de los piratas francos y sajones lo largo de las costas de Britania y la Galia Bélgica, mientras que Maximiano derrotó a los burgundios y alamanes, como sugiere su panegírico de 289.
287Nuevos éxitos sobre las tribus germánicas se ven confirmados por el hecho de que Diocleciano renovó el apelativo de «Germanicus maximus» dos veces en el curso del año. Los éxitos fueron logrados por los ejércitos del otro I augusto, Maximiano, contra alamanes y burgundios en el alto Rin, así como contra los sajones y francos en el curso inferior.
288Un nuevo éxito sobre las tribus germánicas es confirmado por la cuarta aclamación de Diocleciano como «Germanicus maximus», por los éxitos obtenidos por los generales de Maximiano tanto sobre los alamanes (en una acción combinada con el propio Diocleciano ), como sobre los francos. Maximiano había logrado capturar al rey de los francos salios, Gennobaude, y a obtener la devolución de todos los prisioneros romanos. Para completar la obra de pacificación, trasladó a algunos francos a los territorios que circundan Augusta Treverorum y Bavay.
289Un nuevo éxito sobre las tribus sármatas es confirmado por la segunda aclamación recibida por Diocleciano de «Sarmaticus maximus», mientras que otro éxito sobre los alamanes fue celebrado por el futuro césar , Costanzo Cloro.
293Quinta aclamación de Diocleciano como «Germanicus maximus» tras los éxitos informados por Costanzo Cloro, quien después de marchar por la costa hasta los estuarios del Rin y Escalda, reportò una victoria sobre los aliados francos del rebelde Carausio. En octubre de ese mismo año Diocleciano fue a Sirmio para organizar una nueva campaña militar para el año siguiente contra los sármatas yázigas, junto con Galerio especialmente nombrado césar desde el 1 de abril de 293, para dividirse mejor las tareas a lo largo de las fronteras imperiales del Oriente romano.
294Un nuevo éxito sobre las tribus sármatas lo confirma la tercera aclamación recibida por Diocleciano de «Sarmaticus maximus», gracias a los éxitos alcanzados junto con Galerio. Y en el mismo año se pueden atribuir otros éxitos contra las poblaciones godas.
295Durante este año le tocó el turno a los Carpi. Este pueblo no sólo fue derrotado por los ejércitos de Diocleciano y Galerio, sino que fue trasladado en parte a territorio romano, como ya había sucedido en tiempos de Aureliano.
297El augusto Maximiano se vio obligado a regresar a lo largo de la frontera del Danubio, después de haber reorganizado Britania con su césar Costanzo Cloro, debido a la ausencia simultánea de Diocleciano y Galerio, que estaban comprometidos en Oriente contra los persas. Logró repeler una invasión de carpos a lo largo del bajo Danubio; Mientras tanto, Constancio repobló el territorio, una vez habitado por los bátavos, con los francos salios procedentes de Frisia.
298El césar Costanzo Cloro, a quien se confió la frontera renana, logró derrotar a la coalición alamana en dos enfrentamientos importantes (batalla de Lingones y batalla de Vindonissa), fortaleciendo este tramo de frontera al menos durante algunas décadas.

En el mismo período el césar Constancio Cloro luchó con éxito en la Galia. Entre los lingones experimentó mala y buena suerte en un solo día. Como los bárbaros avanzaban rápidamente, se vio obligado a entrar en la ciudad, y debido a la necesidad de cerrar las puertas tan rápidamente, fue izado a las murallas con cuerdas, pero en apenas cinco horas al llegar el ejército despedazó a unos sesenta mil alamanes.
Nello stesso periodo il cesare Costanzo Cloro combatté in Gallia con fortuna. Presso i Lingoni in un solo giorno sperimentò la cattiva e la buona sorte. Poiché i barbari avanzavano velocemente, fu costretto ad entrare in città, e per la necessità di chiudere le porte tanto in fretta, da essere issato sulle mura con delle funi, ma in sole cinque ore arrivando l'esercito fece a pezzi circa sessantamila Alemanni.
Eutropio, Breviarium ab urbe condita, 9, 23.

Durante este año, un nuevo éxito sobre las tribus godas es confirmado por la aclamación recibida por Diocleciano del «Gothicus maximus».
299Diocleciano y Galerio, una vez completada Campaña sasánida de Galerio en Oriente, se concentraron en defender las fronteras danubianas de la Mesia Inferior, llevando a cabo una campaña contra carpos, bastarnos y sármatas (presumiblemente se trataba de los roxolanos). Una gran cantidad de personas pertenecientes a estos pueblos fueron hechas prisioneras y trasladadas al interior de las fronteras imperiales (en Panonia al norte del río Drava, como parece sugerir Amiano Marcelino).
300Fue decretada la cuarta aclamación imperial de «Sarmaticus maximus» a Diocleciano por los éxitos alcanzados el año anterior sobre las tribus sármatas.
301Un nuevo éxito sobre las tribus germánicas lo confirma la sexta aclamación recibida por Diocleciano de «Germanicus maximus».
302Parece que se libró una nueva batalla de Vindonissa, donde, una vez más, los ejércitos romanos se impusieron a los de alamanes y burgundios, pero quizás podría tratarse de la misma batalla librada en 298.

### Frente meridional africano: de Mauritania a Egipto
Incluso a lo largo del cuarto y último sector de frontera del Imperio romano, el meridionale, se produjeron numerosas y continuas incursiones de poblaciones africanas seminómadas, a partir de mediados del siglo III. Este sector, siempre protegido al sur por la barrera natural del desierto del Sahara, y por tanto poco frecuentado por ejércitos, se vio obligado, como los otros tres, a defenderse de la creciente presión del pueblo bereber.
261-262El entonces prefecto de Egipto, Musio Emiliano, logró expulsar a las tribus bereberes de los blemios, que habían invadido la Tebaida.
269-ca. 270Marco Aurelio Probo luchó en estos años contra la población de los marmaridas en las fronteras de la provincia de África, derrotándola, para luego dirigirse a los territorios que en otro tiempo habían pertenecido a Cartago y los liberó de los rebeldes. Al mismo tiempo, el frente meridional de la provincia egipcia sufrió una segunda invasión por parte de la tribu bereber de los blemios primero, y luego una ocupación permanente por parte de la reina del reino de Palmira, Zenobia.
279-280Probo tuvo que afrontar, a través de sus generales, una nueva invasión de blemios en Egipto, que habían ocupado y esclavizado las ciudades fronterizas de coptos y Ptolemaida.
290Se menciona por primera vez a los sarracenos,tribu árabe asentada en la península del Sinaí, que había intentado invadir Siria; fueron derrotados por los ejércitos de Diocleciano.
293Estalló una guerra contra los quinquegentianos, que fue sofocada sólo cuatro años después por Maximiano.
296-298A finales de 296, el augusto Maximiano, que partió hacia Mauritania (con un ejército formado por contingentes de la guardia pretoriana, legionarios de Aquilea, egipcios y danubianos, auxiliares galos y germanos y reclutas de Tracia), logró repeler a las tribus de los Mauri y erradicar la de los quinquegentianos, que también habían penetrado en Numidia. En 297 Maximiano inició una sangrienta ofensiva contra los bereberes. La campaña fue larga. No contento con haberlos obligado a regresar a sus países de origen en las montañas del Atlas, desde donde podían continuar los ataques, Maximiano se aventuró profundamente en territorio enemigo, infligiéndoles el mayor daño posible con fines punitivos, y devastando sus territorios y empujándolos de regreso al Sahara. Al año siguiente (298) reforzó las defensas de la frontera africana desde Mauritania hasta la provincia de África.
298Una revuelta que surgió en Egipto fue reprimida sangrientamente bajo Diocleciano. Al final de la misma se restableció la circulación por las costas del mar Rojo, pero los territorios Dodecascheno fueron abandonados y confiados a los Nobati, como «foederati» contra los blemios.

## Consecuencias
En la crisis que vivió el Imperio en el siglo III, las invasiones bárbaras constituyeron sin duda un elemento de suma importancia para la evolución política, social y económica que desembocó en el nuevo Estado dioclecianeo y constantiniano. Después de dos siglos de aparente calma a lo largo de las fronteras occidental y oriental, desde principios de siglo poblaciones de diferentes grupos étnicos, en su mayoría germánicos, se enfrentaron a las fuerzas romanas en largas y agotadoras campañas de contención, a menudo infructuosas y a veces catastróficas. En realidad, desde tiempos de Adriano, en Roma, por conveniencia o por prudencia, se había decidido no aventurarse más en la conquista de nuevos territorios y tomar precauciones a lo largo de los miles de kilómetros que constituían los limes del Imperio; sin embargo, esto no fue suficiente, y ya con Marco Aurelio, los marcomanos llegaron a Italia y llegaron hasta Aquilea, el corazón de Venetia, causando una enorme impresión: desde la época de Mario no había habido una población bárbara sitiando los centros del norte de Italia.
La cadencia con la que se sucedieron las incursiones bárbaras a partir de la tercera década del siglo constituyó sólo la consecuencia más visible de un fenómeno que se venía produciendo desde hacía varias décadas, cuyas causas y consecuencias eran internas y externas al mundo romano. Si es cierto, en efecto, que a partir de finales del siglo II las migraciones de poblaciones germánicas acentuaron su alcance hacia Occidente, también es cierto que hasta entonces el profundo sistema defensivo del Imperio había resistido más o menos menos admirablemente, gracias a fortificaciones, legiones y alianzas clientelistas. Ahora, sin embargo, ante la creciente presión en las fronteras, el centro del poder romano se encontraba en dificultades: una vez pasada la temporada de adopciones, después de un siglo la púrpura imperial volvió a convertirse en una conquista de armas con Septimio Severo ; así fue entre él, Pescenio Níger y Clodio Albino, así fue entre Caracalla, Macrino y Heliogábalo, siempre fue así desde entonces hasta Constantino. 
Inevitablemente, la coexistencia entre la incertidumbre política interna y las dificultades militares externas resultó en la desestabilización de todo el aparato interno de poder; el ejército se convirtió en el único árbitro de la política romana, derrocando de hecho al ya moribundo Senado. Así, para Augusto y sus sucesores la Concordia ordinum fue el lema del nuevo sistema; en el siglo III, las monedas imperiales incluían constantemente la frase «Fides exercitus». El principado, entendido por Mommsen como una dictadura militar caracterizada por la figura del príncipe, el Senado y el ejército, perdió un elemento esencial en el delicado equilibrio establecido por Octaviano. Si, ya en el Año de los Cuatro Emperadores, los observadores más atentos  observaron con pesar que el emperador bien podía ser elegido lejos de Roma, en el siglo III esta circunstancia se convirtió en una práctica común. Frente a las amenazas externas, a los comandantes militares provistos con poderes cada vez mayores les resultaba fácil hacerse aclamar augustos por un ejército consciente de su papel decisivo en la elección de príncipes; se antes las cohortes pretorianas tenían su peso decisivo en este sentido, ahora la nueva situación creada a lo largo de las fronteras del Imperio privilegió sin duda a las legiones fronterizas revolucionando un equilibrio que había visto, en los dos primeros siglos del Imperio, como las cohortes pretorianas representaban, en su propio rango, a buena parte de las élites municipales itálicas y de las provincias de la antigua romanización.
Desde la llegada de Maximino el Tracio, se ha producido un cambio de dirección progresivo pero inevitable; figuras que eran expresión del ejército, los viri militares, a menudo de origen modesto y criados en las filas de las legiones de los limes, obtuvieron roles y poderes que antes estaban reservados a miembros de familias senatoriales, itálicas o provinciales. Estos hombres procedían de los ejércitos más comprometidos con la contención; y entre ellos, el gran sector danubiano y panónico en particular dio origen a emperadores como Decio, Claudio el Gótico, Probo, Valentiniano I. Aunque de mayor importancia, el área danubiana no fue la única cuna de emperadores y de usurpadores y la falta de un poder central fuerte en Roma representado por el Senado provocó la desintegración temporal del Imperio en más de una ocasión, como en el caso del Imperio galo y el Reino de Palmira. Pero esto también demostraba que la defensa del Imperio ya no podía confiarse a un único hombre, a menos que se revolucionara toda la estructura administrativa de las provincias: algo que, una vez pasada la tormenta, Diocleciano intentó implementar.
La lenta desautorización de la clase senatorial respecto de los mandos militares tuvo un punto de inflexión con Galieno, que confió estas tareas a figuras de rango ecuestre, que abandonaron el ejército después de una larga carrera: anticiparon y dieron vida a aquellos duces que desde finales de siglo sustituyeron al gobernador provincial en la defensa de las fronteras. Inevitablemente, el peso creciente del ejército, acompañado de la inestabilidad política y la lucha por el poder, provocó una hemorragia monetaria debido a la prolongada falta de liquidez derivada de las conquistas de siglos anteriores. Una creciente presión fiscal golpeó a las clases dominantes de los municipios y de las colonias, creando las condiciones para la contracción del tejido urbano como se documenta en el siglo IV. El evergetismo privado, verdadero motor de la redistribución de la riqueza en los centros del Imperio, fue desapareciendo paulatinamente. La plata, que en este mundo (y en el ejército) era la moneda más extendida junto con los denarios, disminuyó lentamente, hasta provocar que la inflación estuviera en el centro del pensamiento de todo emperador del siglo III, y que Diocleciano intentó en vano salvar con su Edictum De Pretiis Rerum Venalium. Constantino entendió que el oro sería el metal dominante del nuevo curso.
Pero en este clima de continua alerta interior y fronteriza, no todas las ciudades sufrieron la citada contracción económica: otros centros, que antes no habían sido más que cuarteles de legiones, se convirtieron en las nuevas capitales del Imperio durante el siglo III. Augusta Treverorum, Sirmium, Mediolanum eran las sedes habituales de los emperadores, cercanas a las fronteras, pero sobre todo a las tropas.
El esfuerzo emprendido por los augustos que se sucedieron durante el siglo III, ya sea por falta de un proyecto a largo plazo o por la crisis económica que afectó al sistema tributario romano, no logró salvar la integridad del Imperio ni apareció a finales del siglo II: en particular la provincia de Dacia y los llamados Agri decumates entre Germania y Recia fueron abandonadas. El Imperio estaba ahora enteramente al oeste de los dos grandes ríos europeos, el Rin y el Danubio. Estaba claro que cualquier esfuerzo por mantener el status quo no produciría resultados dentro de la jaula institucional creada en ese momento por Augusto: una nueva era estaba a la puerta y, aunque las invasiones bárbaras no habían sido las únicas que habían causado la crisis del siglo III, también aceleraron aquel proceso de desintegración y alejamiento entre Occidente y Oriente que sería la base de la Antigüedad Tardía. Roma, por su parte, perdió su papel de caput mundi durante el siglo III: las fronteras nunca estuvieron tan lejanas y tan cercanas de la misma manera. Aureliano estaba convencido de dotar de murallas a la ciudad: habían pasado siete siglos desde que se había colocado la última piedra para defender la Urbe. 

### Fuente primaria
- Amiano Marcelino, Res Gestae, libro XXVII Aquí.
- Aurelio Víctor, Epitome de Caesaribus y De Vita et Moribus Imperatorum Romanorum Aquí.
- Dexipo, Scythica, fragmentos 6 y 7.
- Herodiano, Storia dell'Impero dopo Marco Aurelio.
- Jorge Sincelo, Selezione di cronografia.
- Gregorio de Tours, Storia dei Franchi, libro II.
- Paulo Orosio, Historiarum adversus paganos libri septem, libro 7 Aquí.
- Procopio de Cesarea, Guerre: persiana, vandalica e gotica, I.
- Estrabón, Geografía de Estrabón Aquí.
- Tácito, Historias (Tácito) I Aquí.

### Literatura historiográfica moderna
- Jeorgios Martin Beyer Gregorios Thaumaturgos und die pontischen Beutezuge der Boran und Goten im 3.Jh.n.Chr., (in tedesco) Oxford, in 18th International Congress of Roman Frontier Studies, a cura di P.Freeman, J.Bennett, Z.T.Fiema e B.Hoffmann, 2002.
- Actes du colloque de Strasbourg (11-13 octobre 1990) (1998). Les empereurs illyriens (en francés). Strasburgo: ed.par Edmond Frézouls et Hélène Jouffroy.
- VV.AA. (2008). Roma e i Barbari, la nascita di un nuovo mondo. Milano: catalogo della mostra di Palazzo Grassi a Venezia, a cura di Jean-Jacques Aillagon. ISBN 978-88-6130-647-9.
- VV.AA. (2001). Das römische Trier (en alemán). Stoccarda.
- VV.AA. (1993). L'«inflazione » nel quarto secolo d. C. Roma: atti dell'incontro di studio Roma 1988.
- Géza Alföldy (1974). Noricum (en inglés). London: Routledge & Kegan Paul. ISBN 0-7100-7372-0.
- Alan K. Bowman (2005). Diocletian and the First Tetrarchy (en inglés). Cambridge: The Cambridge Ancient History, Volume XII: The Crisis of Empire, a cura di Alan Bowman, Averil Cameron, e Peter Garnsey. ISBN 0-521-30199-8.
- Jeorgios Martin Beyer (2002). Gregorios Thaumaturgos und die pontischen Beutezuge der Boran und Goten im 3.Jh.n.Chr. (en alemán). Oxford: in 18th International Congress of Roman Frontier Studies, a cura di P.Freeman, J.Bennett, Z.T.Fiema e B.Hoffmann.
- Jean-Michel Carrié (2008). Eserciti e strategie. Milano: in Storia dei Greci e dei Romani, vol. 18, La Roma tardo-antica, per una preistoria dell'idea di Europa.
- Giuseppe Corradi (1994). Gli imperatori romani. Torino. ISBN 88-7819-224-4.
- James Crees (2005). The Reign of the Emperor Probus (en inglés). Londra. ISBN 1-4021-9698-9.
- Julio Rodríguez González (2003). Historia de las legiones Romanas. Madrid.
- Robert B. Jackson (2002). At Empire's Edge. Exploring Rome's Egyptian Frontier (en inglés). New Haven & Londra: Yale Univ.Press. ISBN 0-300-08856-6.
- Arnold Hugh Martin Jones (1986). The Later Roman Empire: 284-602 (en inglés). Baltimora. ISBN 0-8018-3285-3.
- Yann Le Bohec (2001). L'esercito romano: le armi imperiali da Augusto alla fine del 3. secolo. Roma: Carocci. ISBN 88-430-1783-7.
- Yann Le Bohec (2004). Les aspects militaires de la crise du IIIe siècle, L'armée romaine de Dioclétien à Valentinien Ier: actes du congrès de Lyon (12-14 septembre 2002) (en francés). Lione: rassemblés et éd. par Y. Le Bohec et C. Wolff.
- Yann (2008). Armi e guerrieri di Roma antica. Da Diocleziano alla caduta dell'impero. Roma. ISBN 978-88-430-4677-5. Texto «Le Bohec » ignorado (ayuda)
- David Magie (1950). Roman Rule in Asia Minor to the End of the Third Century After Christ (en inglés). Princeton. ISBN 0-405-07098-5.
- Julio Rodríguez González Historia de las legiones Romanas, Madrid, 2003.
- Adrian Room (2005). Placenames of the World: Origins and Meanings of the Names for 6,600 Countries, Cities, Territories, Natural Features and Historic Sites (en inglés). North Carolina & London: McFarland & Company, Inc. Publishers, Jefferson. ISBN 0-7864-2248-3.
- Giorgio Ruffolo (2004). Quando l'Italia era una superpotenza (en italiano). Einaudi!città=Torino. ISBN 978-8806175146.
- H. Schönberger (1969). The Roman Frontier in Germany: an Archaeological Survey, in Journal of Roman studies (en inglés). Londra.

### Más fuentes historiográficas
- D. van Berchem, Les routes et l'histoire, 1982
- J.-P. Petit, Atlas des agglomérations secondaires de la Gaule Belgique et des Germanies, 1994
- K. Kob, Out of Rome, 1997

### Novelas históricas sobre las invasiones del s. III
- Guido Cervo (2002). Il legato romano. Casale Monferrato. ISBN 88-384-7061-8. (la Gallia ai tempi dell'imperatore Marco Aurelio Probo dal 275 in poi).
- Guido Cervo (2003). La legione invincibile. Casale Monferrato. ISBN 88-384-7063-4.
- Guido Cervo (2004). L'onore di Roma. Casale Monferrato. ISBN 88-384-8183-0.

- Datos: Q3800893